# Saison 2014 de l'équipe cycliste FDJ.fr

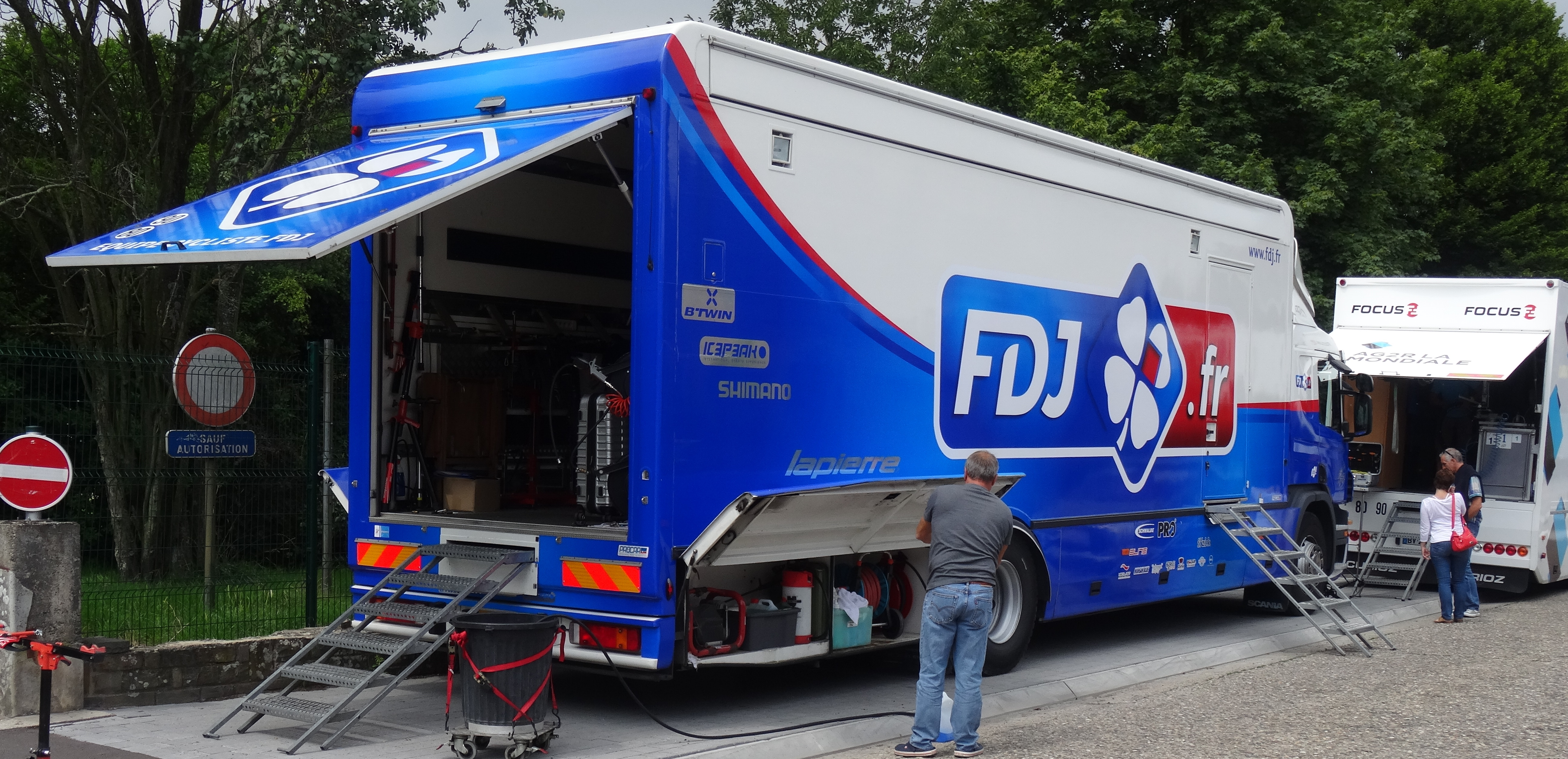
Le camion de l'équipe lors de la 5e étape du Tour de Wallonie 2014 à Alleur (Ans).

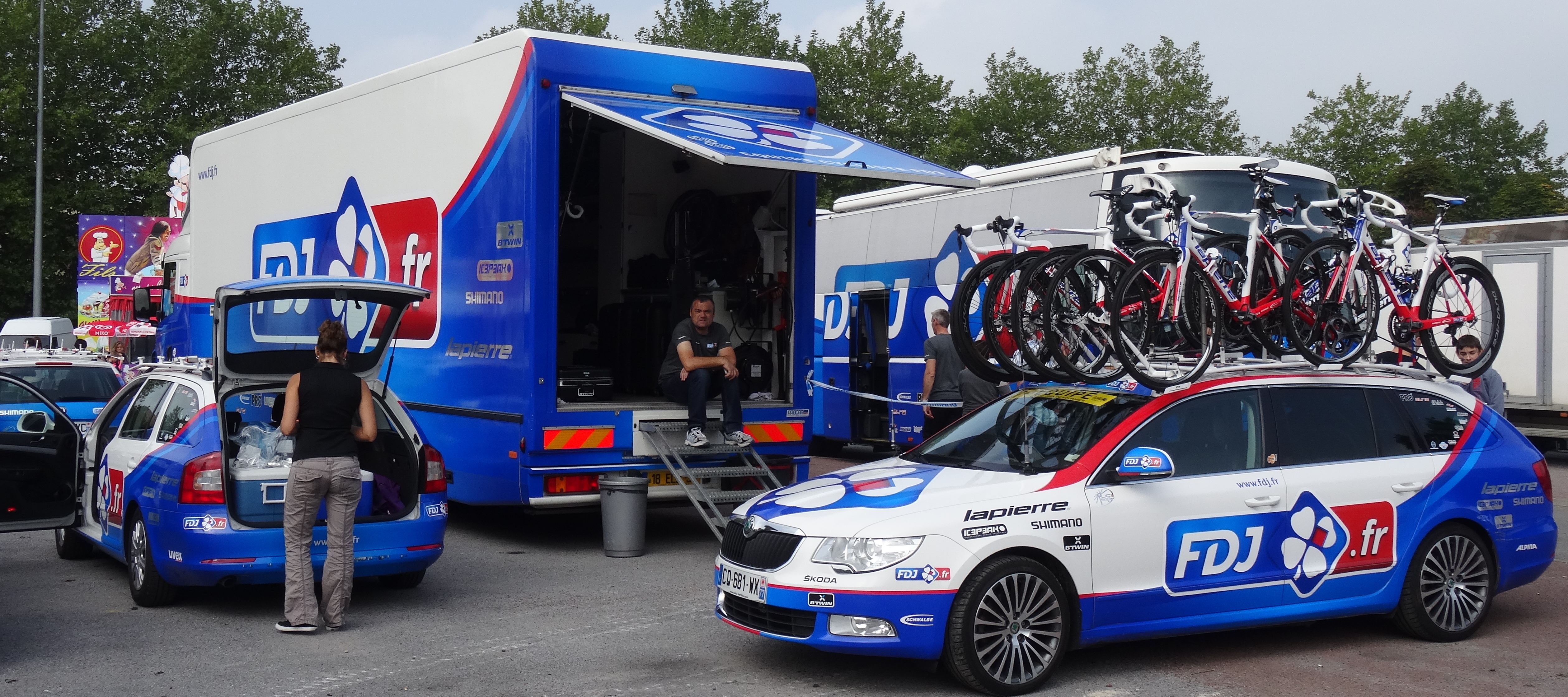
Les véhicules de l'équipe lors du Grand Prix de Fourmies 2014.

La saison 2014 de l'équipe cycliste FDJ.fr est la dix-huitième de l'équipe dirigée par Marc Madiot. En tant qu'équipe World Tour, l'équipe participe à l'ensemble du calendrier de l'UCI World Tour du Tour Down Under en janvier au Tour de Pékin en octobre. Parallèlement au World Tour, FDJ.fr peut participer aux courses des circuits continentaux de cyclisme. Les coureurs principaux de cette formation sont Thibaut Pinot ainsi que les sprinteurs Arnaud Démare et Nacer Bouhanni et le Champion de France Arthur Vichot.

## Préparation de la saison 2014

### Sponsors et financement de l'équipe
Depuis sa création en 1997, l'équipe appartient à la Française des jeux, entreprise publique française de jeux de loterie et de paris sportifs, via une filiale, la Société de Gestion de l'Échappée,. L'entité est dirigée depuis ses débuts par Marc Madiot. La Française des jeux, qui renouvelle son partenariat à plusieurs reprises, décide en juin 2010 de s'engager jusqu'à la fin de l'année 2014. Le budget de l'équipe pour l'année 2014 est de 11 millions d'euros.
Les cycles Lapierre, fournisseurs de l'équipe cette saison, sont partenaires de la formation française depuis 2002. Début 2013, la marque b'Twin devient pour deux ans le partenaire textile de l'équipe,.

### Arrivées et départs
| Arrivées                 | Équipe 2013 |
| ------------------------ | ----------- |
| Sébastien Chavanel       | Europcar    |
| Pierre-Henri Lecuisinier | Vendée U    |
| Olivier Le Gac           | BIC 2000    |

| Départs          | Équipe 2014 |
| ---------------- | ----------- |
| Sandy Casar      | retraite    |
| Dominique Rollin |             |

## Coureurs et encadrement technique

### Effectif

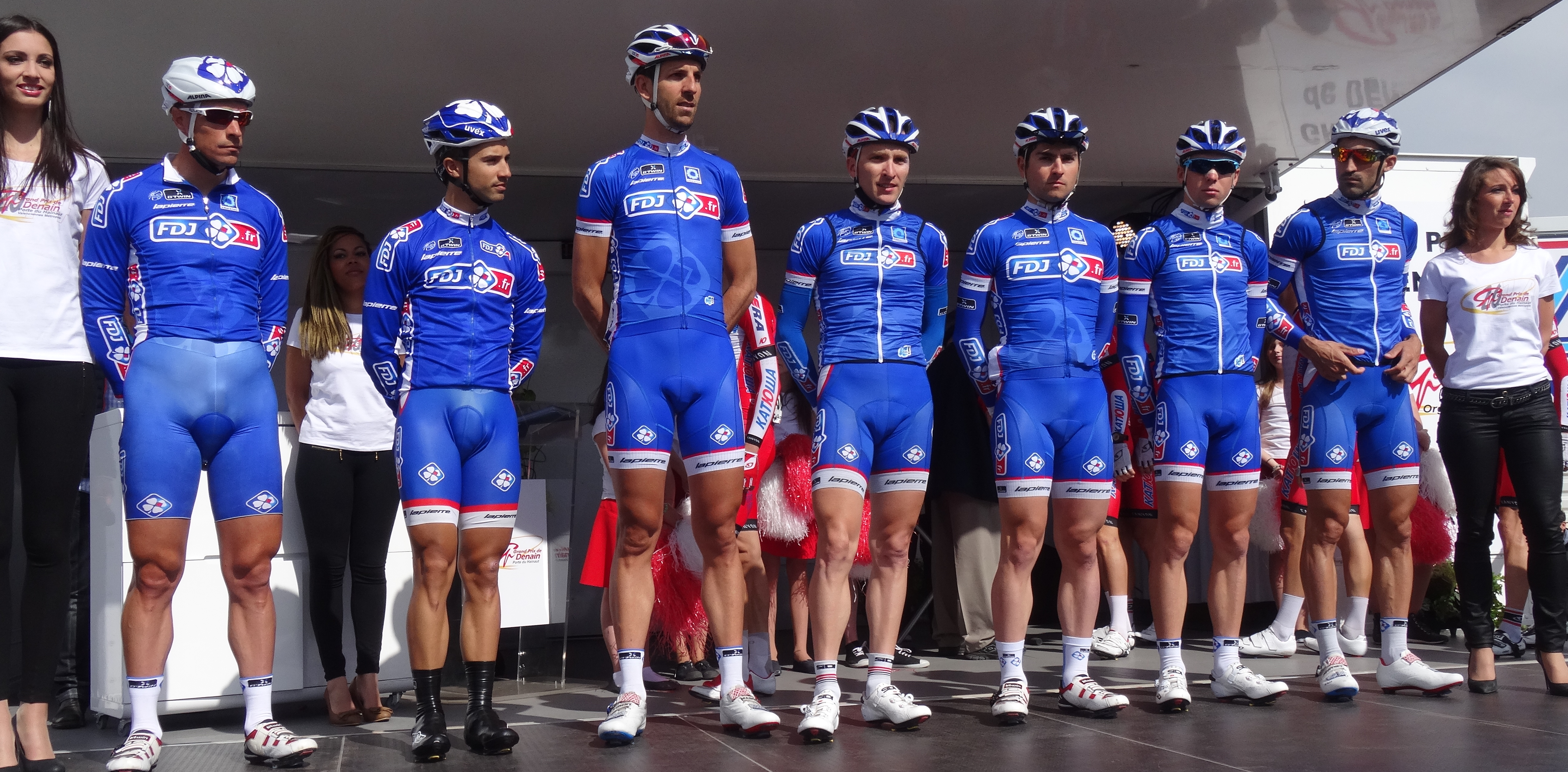
Sébastien Chavanel, Nacer Bouhanni, Laurent Mangel, Laurent Pichon, Pierre-Henri Lecuisinier, Arnaud Courteille et Geoffrey Soupe lors du Grand Prix de Denain 2014.

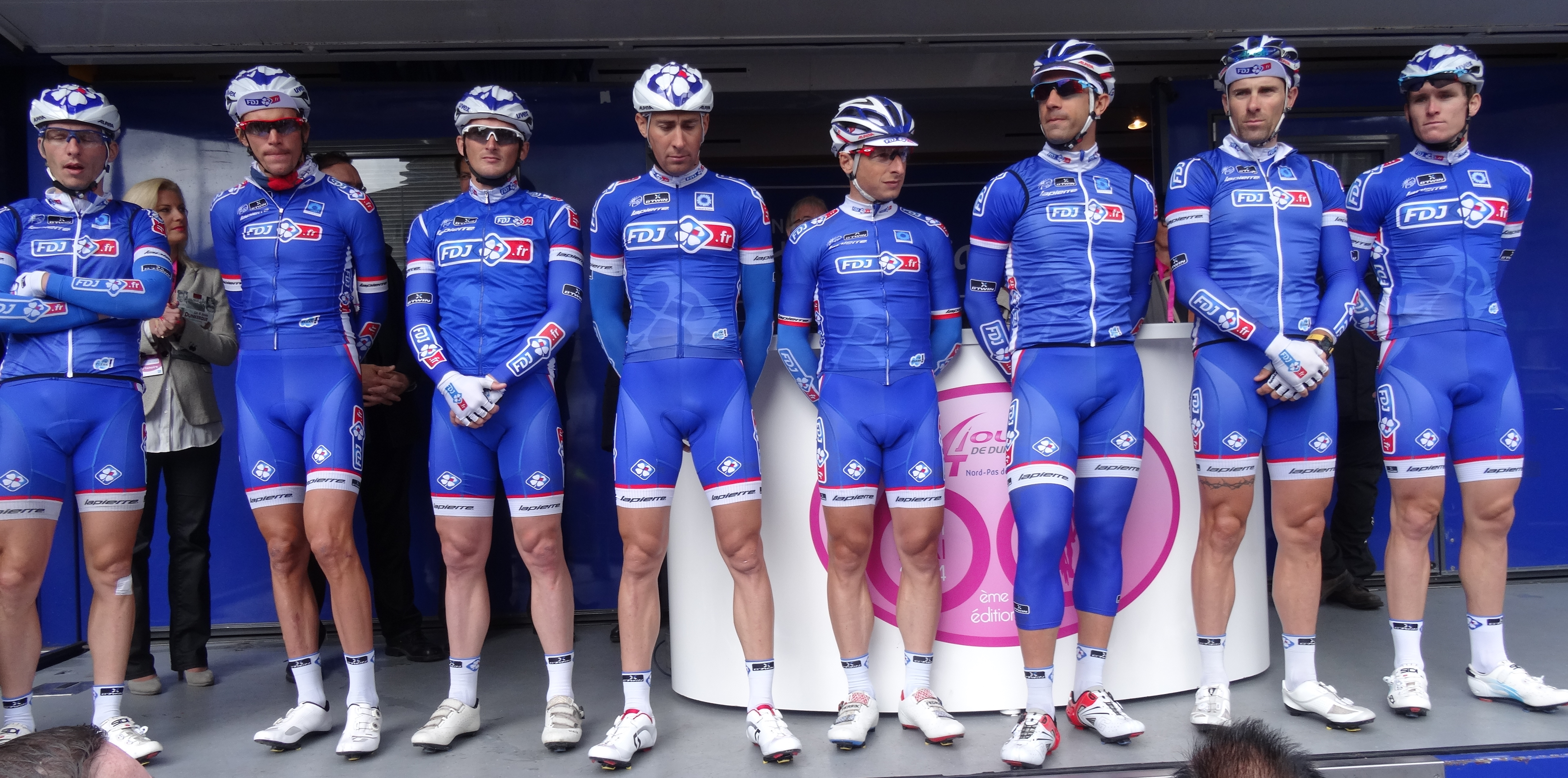
William Bonnet, Yoann Offredo, Mickaël Delage, Matthieu Ladagnous, Pierrick Fédrigo, Anthony Geslin, David Boucher et Arnaud Démare lors des Quatre Jours de Dunkerque 2014.

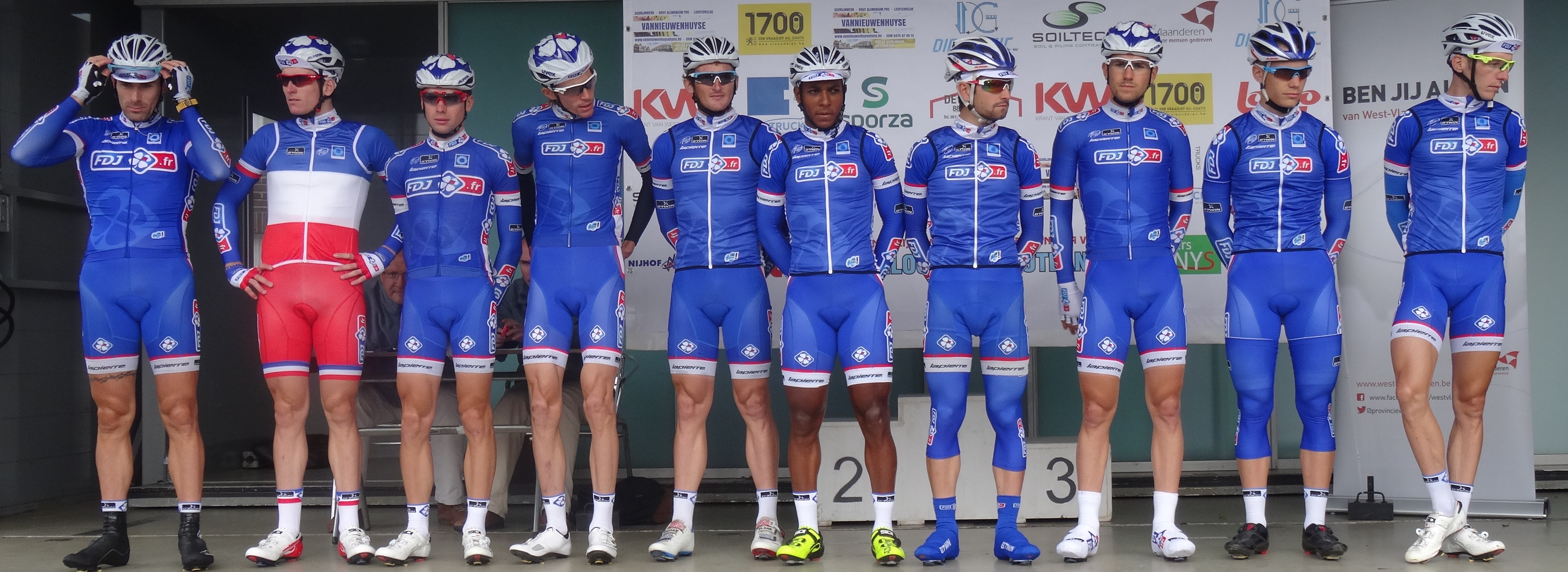
L'équipe lors du Circuit du Houtland 2014.

| Cycliste                 | Date de naissance | Nationalité | Équipe 2013          |
| ------------------------ | ----------------- | ----------- | -------------------- |
| William Bonnet           | 25 juin 1982      | France      | FDJ.fr               |
| David Boucher            | 17 mars 1980      | France      | FDJ.fr               |
| Nacer Bouhanni           | 25 juillet 1990   | France      | FDJ.fr               |
| Sébastien Chavanel       | 21 mars 1981      | France      | Europcar             |
| Arnaud Courteille        | 13 mars 1989      | France      | FDJ.fr               |
| Mickaël Delage           | 6 août 1985       | France      | FDJ.fr               |
| Arnaud Démare            | 26 août 1991      | France      | FDJ.fr               |
| Kenny Elissonde          | 22 juillet 1991   | France      | FDJ.fr               |
| Pierrick Fédrigo         | 30 novembre 1978  | France      | FDJ.fr               |
| Murilo Fischer           | 16 juin 1979      | Brésil      | FDJ.fr               |
| Alexandre Geniez         | 16 avril 1988     | France      | FDJ.fr               |
| Anthony Geslin           | 9 juin 1980       | France      | FDJ.fr               |
| Arnold Jeannesson        | 15 janvier 1986   | France      | FDJ.fr               |
| Matthieu Ladagnous       | 12 décembre 1984  | France      | FDJ.fr               |
| Johan Le Bon             | 3 octobre 1990    | France      | FDJ.fr               |
| Olivier Le Gac           | 27 août 1993      | France      | BIC 2000             |
| Pierre-Henri Lecuisinier | 30 juin 1993      | France      | Vendée U             |
| Laurent Mangel           | 22 mai 1981       | France      | FDJ.fr               |
| Francis Mourey           | 8 décembre 1980   | France      | FDJ.fr               |
| Yoann Offredo            | 12 novembre 1986  | France      | FDJ.fr               |
| Laurent Pichon           | 19 juillet 1986   | France      | FDJ.fr               |
| Cédric Pineau            | 8 mai 1985        | France      | FDJ.fr               |
| Thibaut Pinot            | 29 mai 1990       | France      | FDJ.fr               |
| Anthony Roux             | 18 avril 1987     | France      | FDJ.fr               |
| Jérémy Roy               | 22 juin 1983      | France      | FDJ.fr               |
| Geoffrey Soupe           | 22 mars 1988      | France      | FDJ.fr               |
| Benoît Vaugrenard        | 5 janvier 1982    | France      | FDJ.fr               |
| Jussi Veikkanen          | 29 mars 1981      | Finlande    | FDJ.fr               |
| Arthur Vichot            | 26 novembre 1988  | France      | FDJ.fr               |
| Émilien Viennet          | 6 février 1992    | France      | FDJ.fr               |
| Stagiaire                | Date de naissance | Nationalité | Équipe 2014          |
| Lorrenzo Manzin          | 26 juillet 1994   | France      | UC Nantes Atlantique |
| Guillaume Martin         | 9 juin 1993       | France      | CC Étupes            |
| Marc Sarreau             | 10 juin 1993      | France      | Armée de Terre       |

Portraits
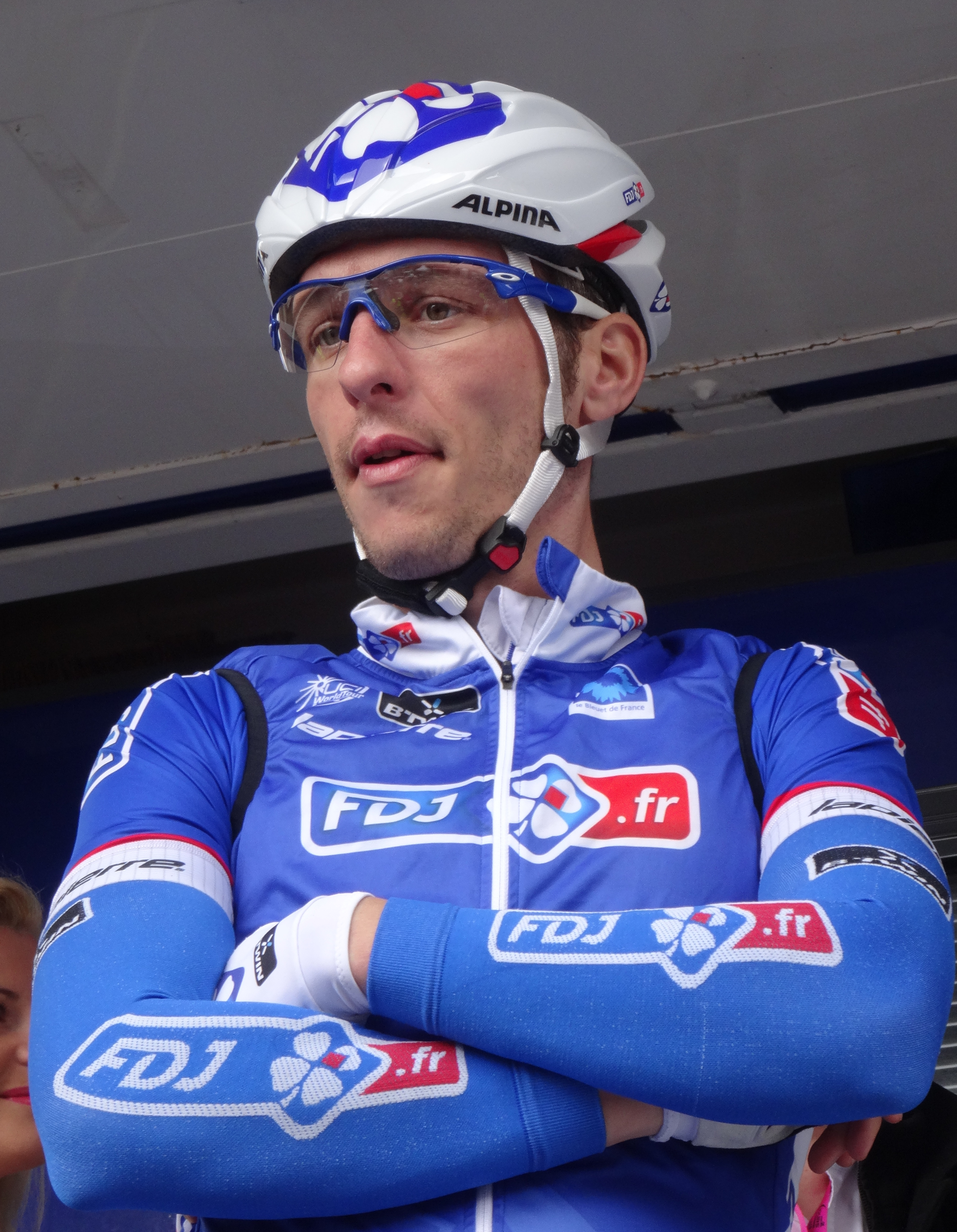
William Bonnet.
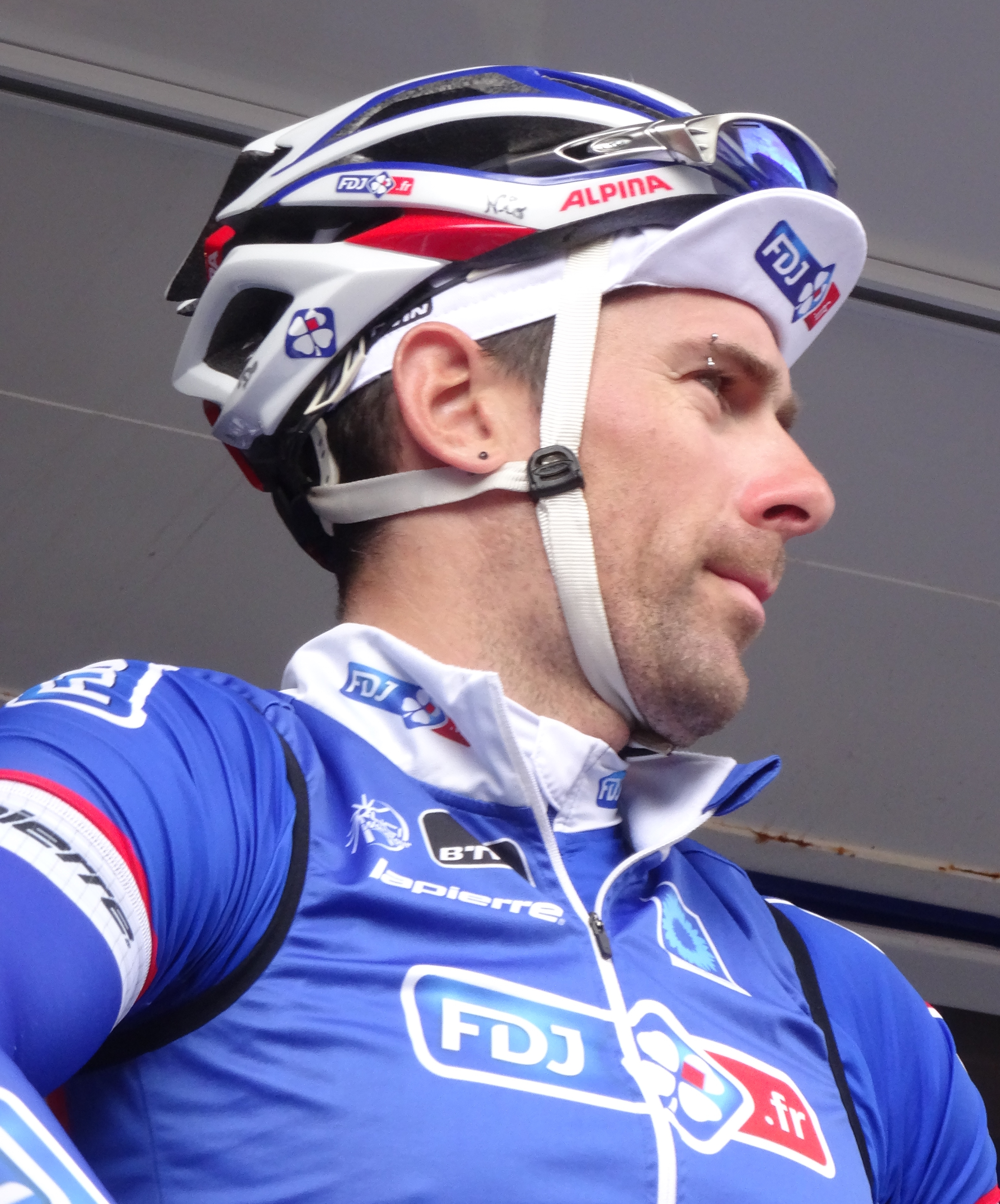
David Boucher.
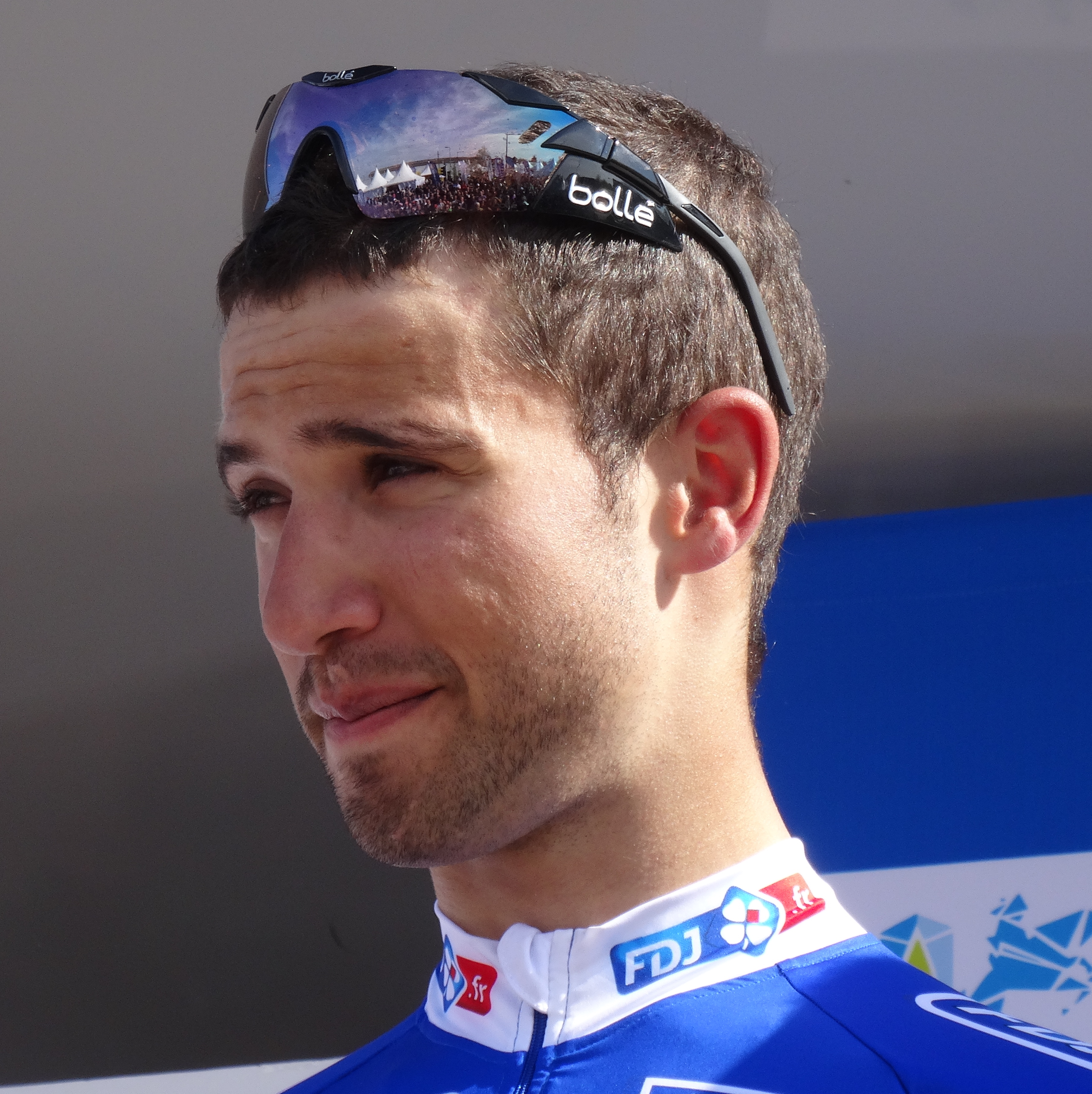
Nacer Bouhanni.
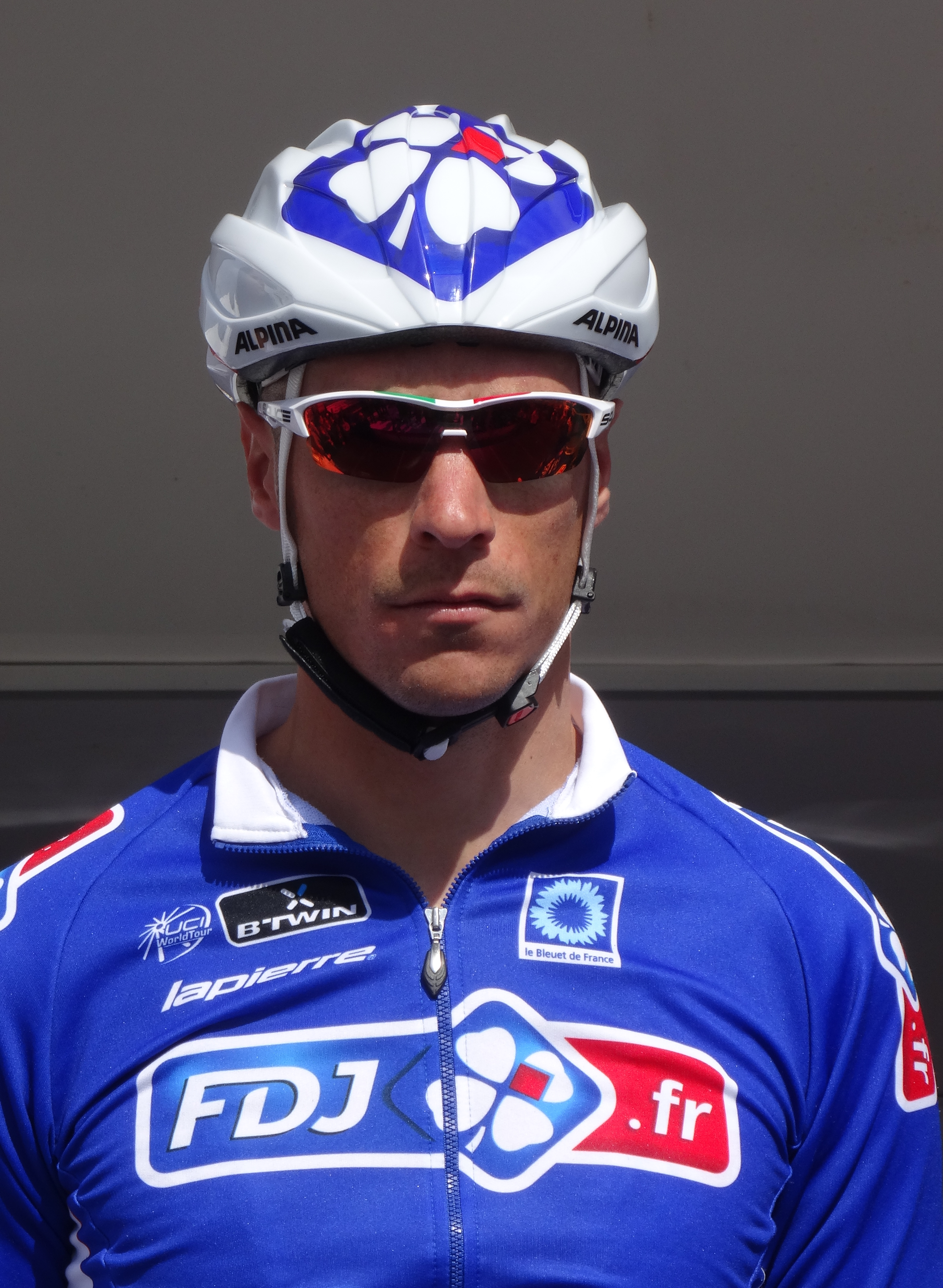
Sébastien Chavanel.
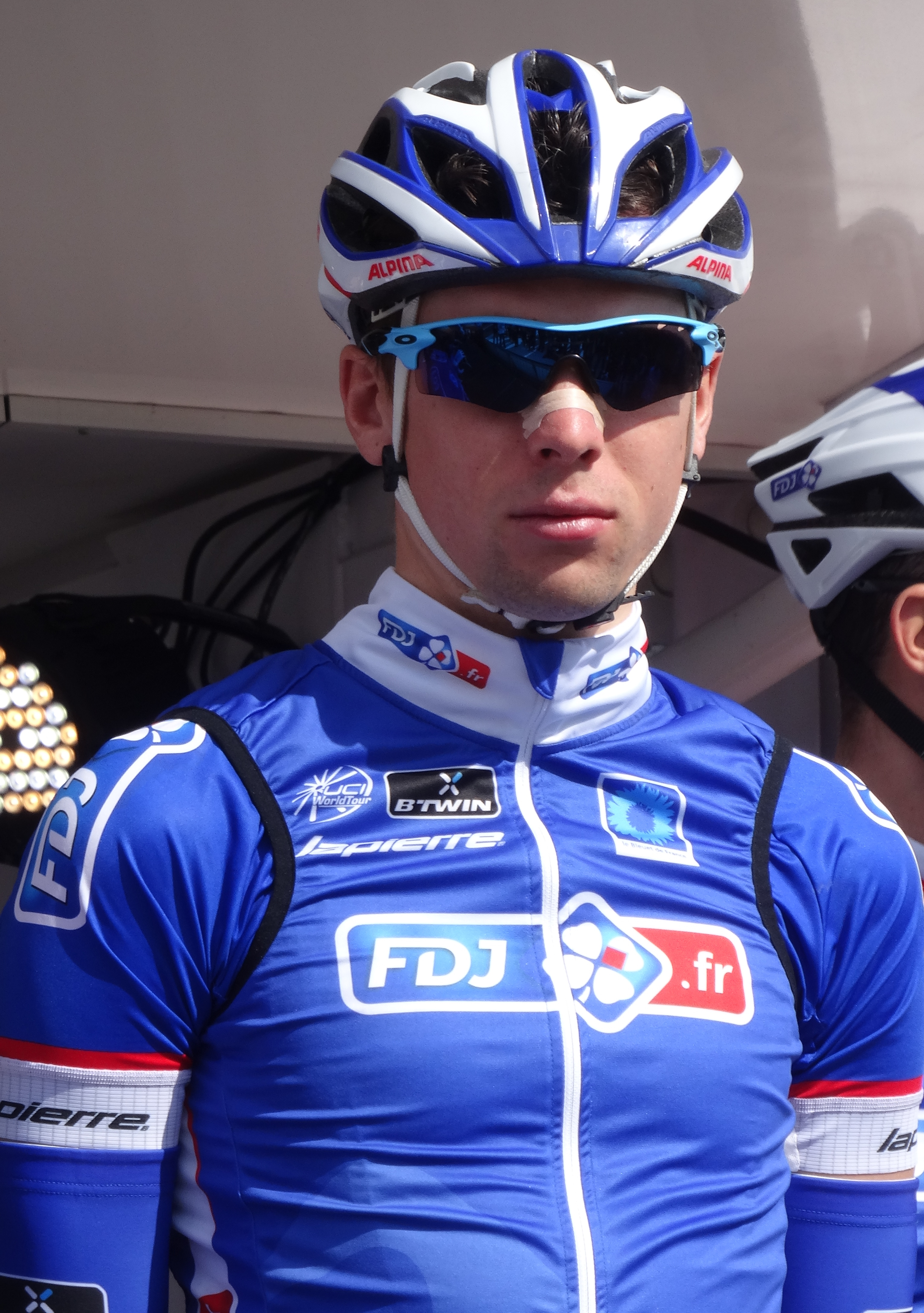
Arnaud Courteille.
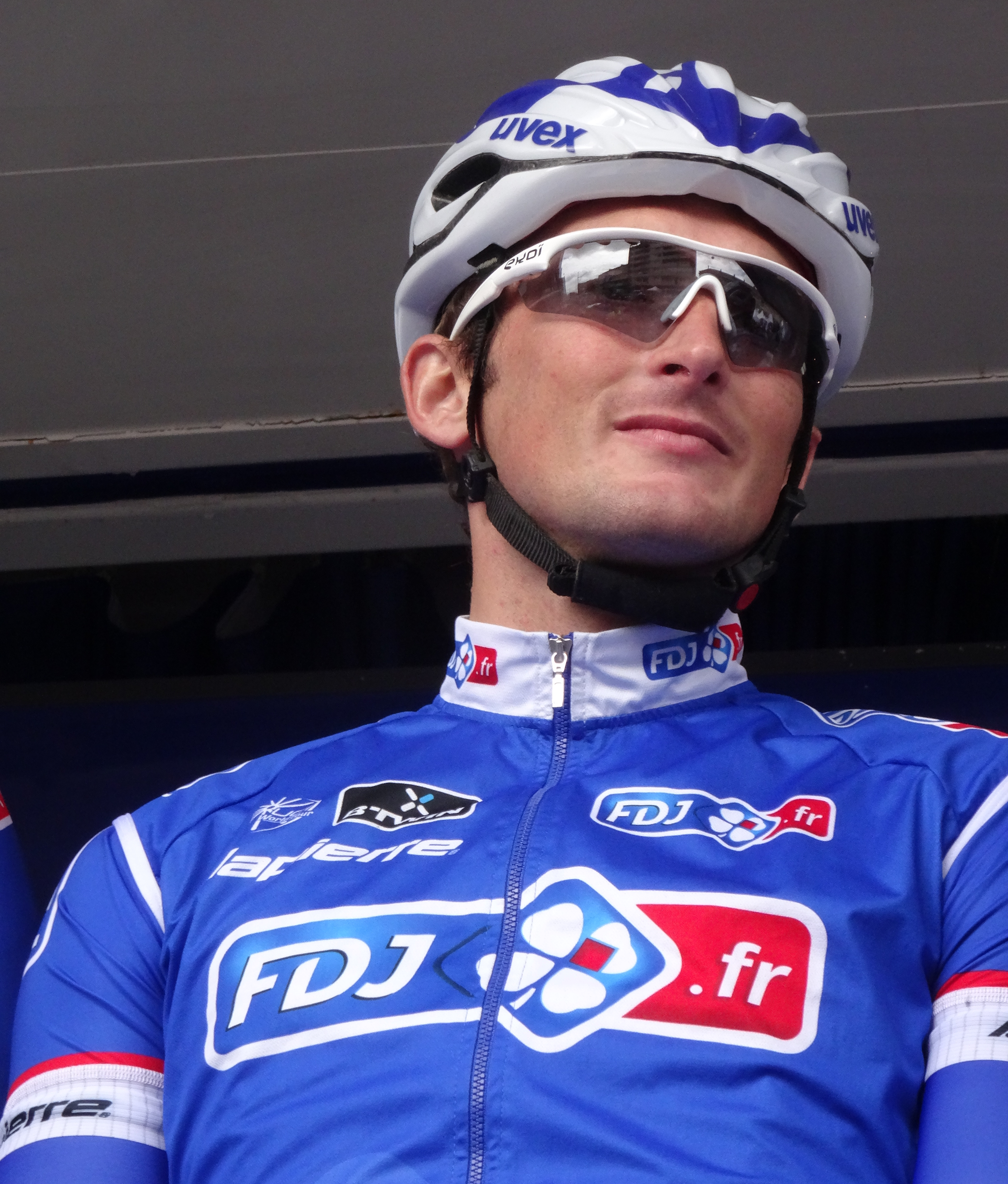
Mickaël Delage.
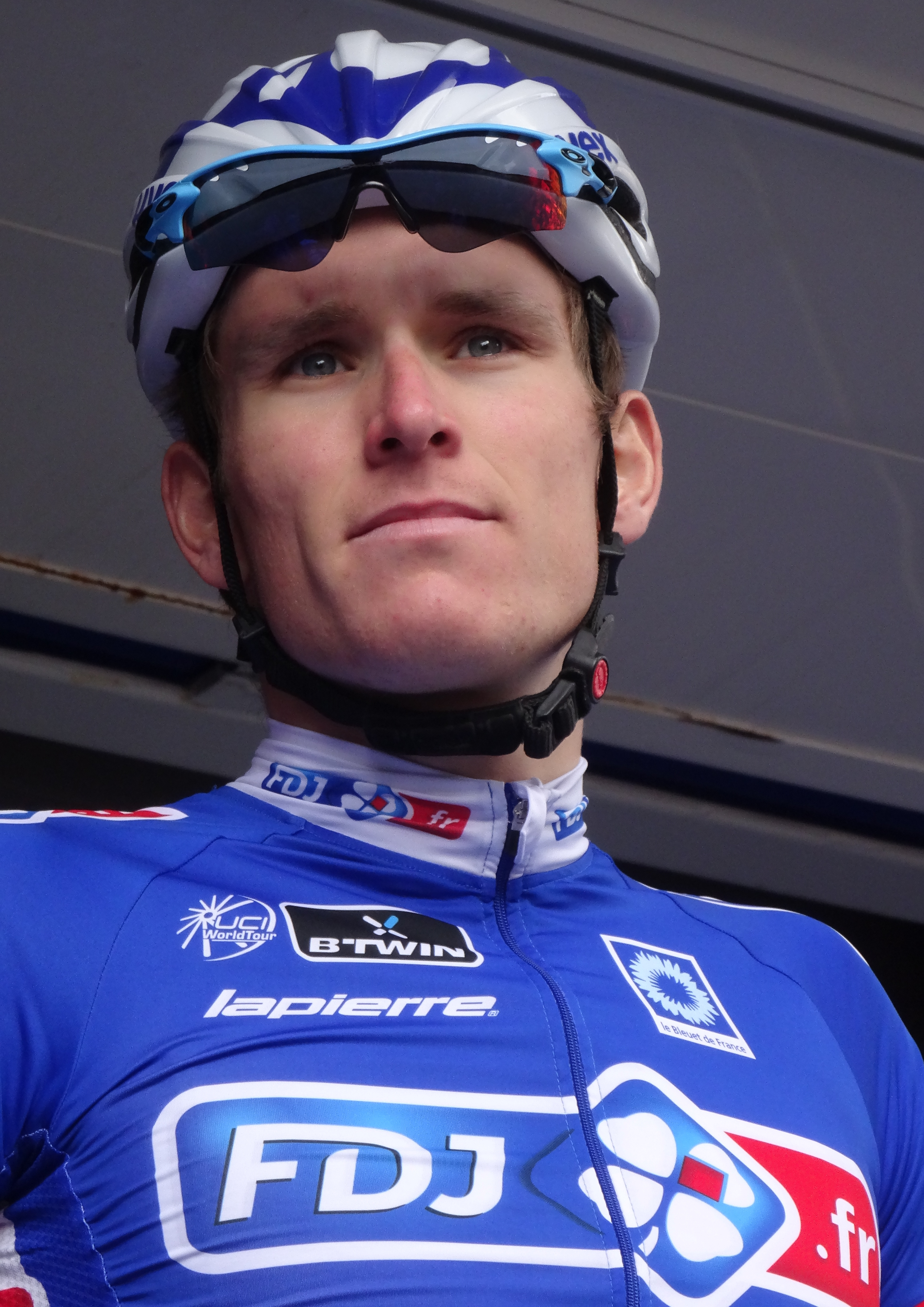
Arnaud Démare.
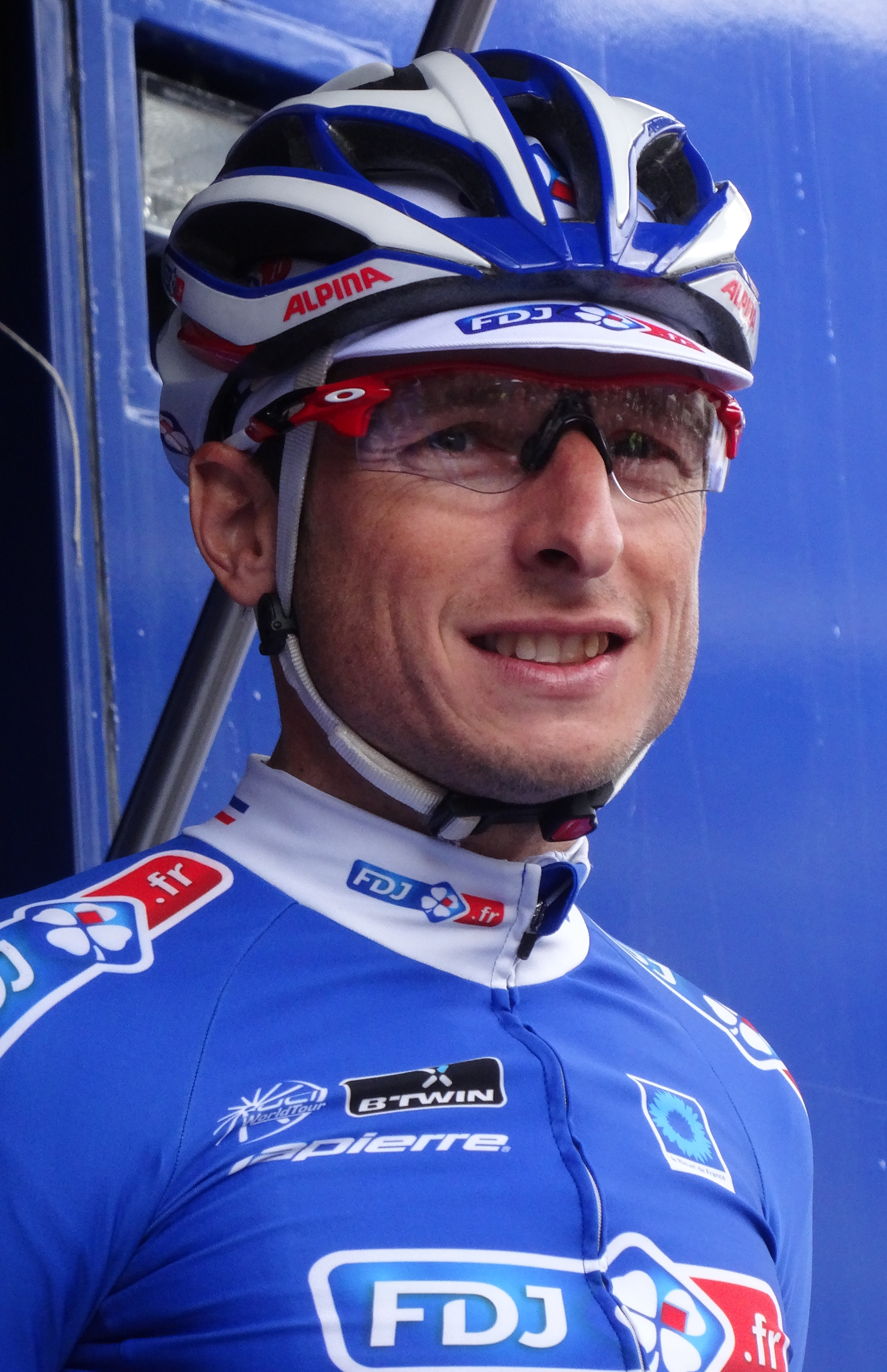
Pierrick Fédrigo.
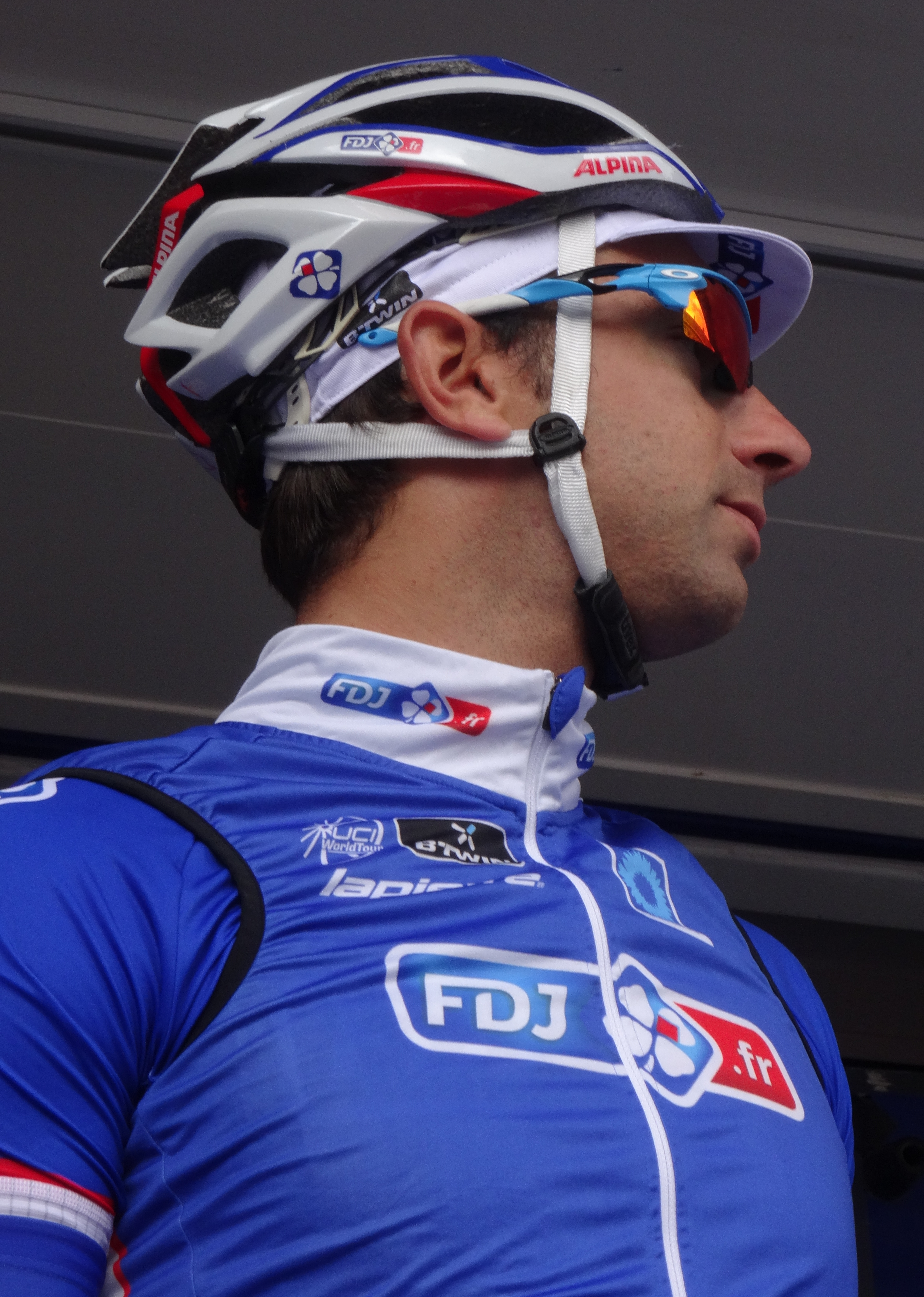
Anthony Geslin.
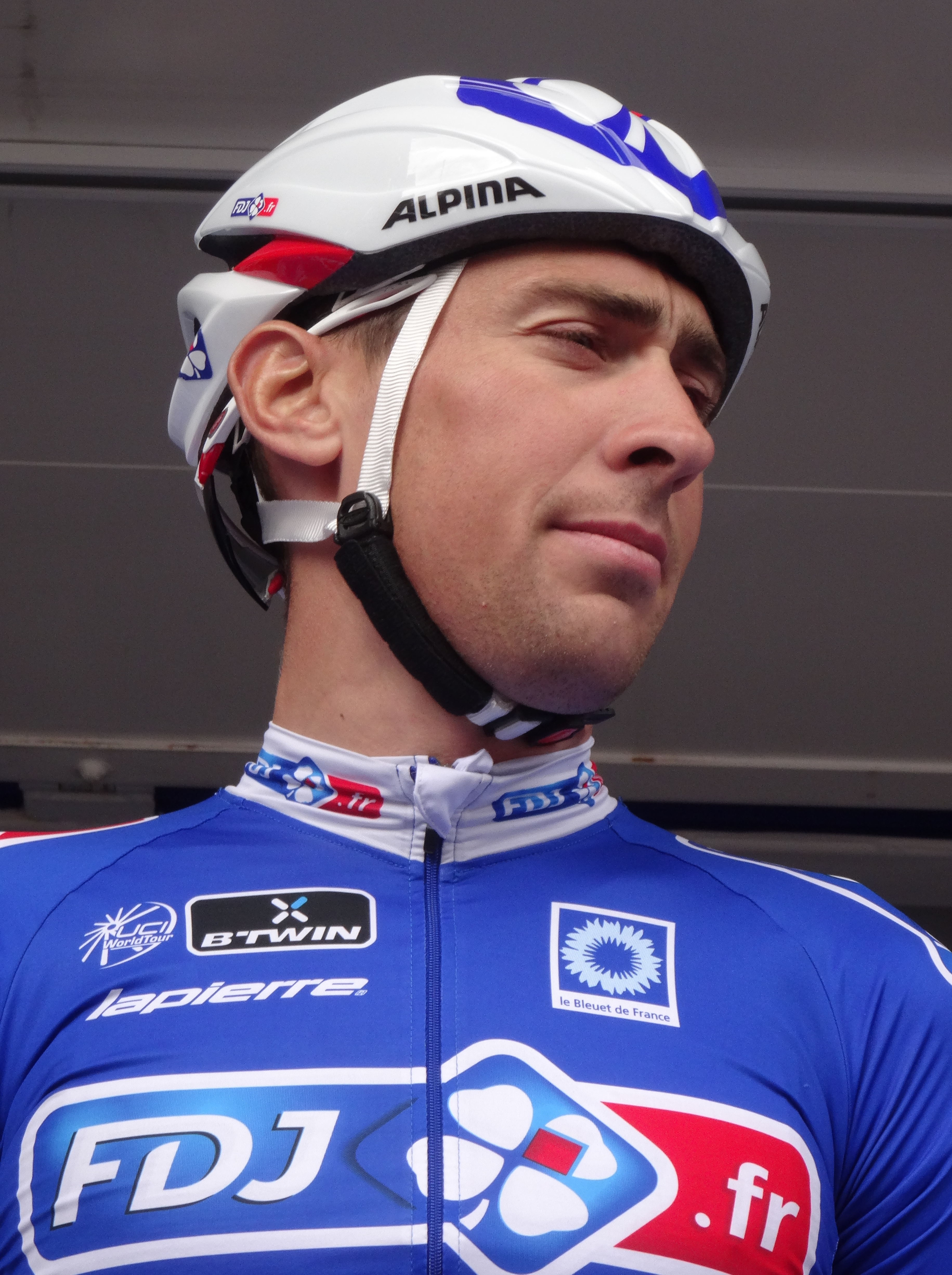
Matthieu Ladagnous.
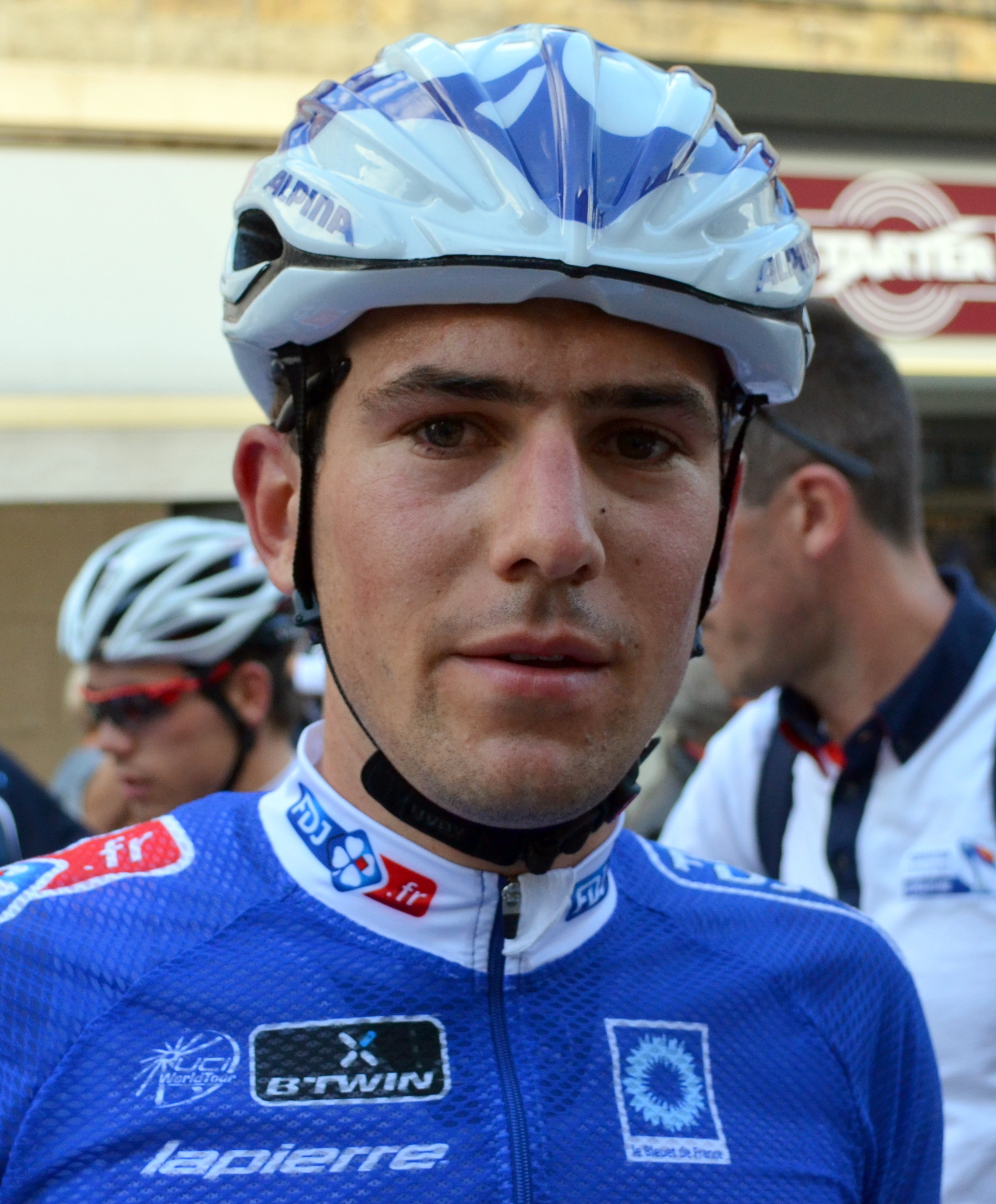
Olivier Le Gac.
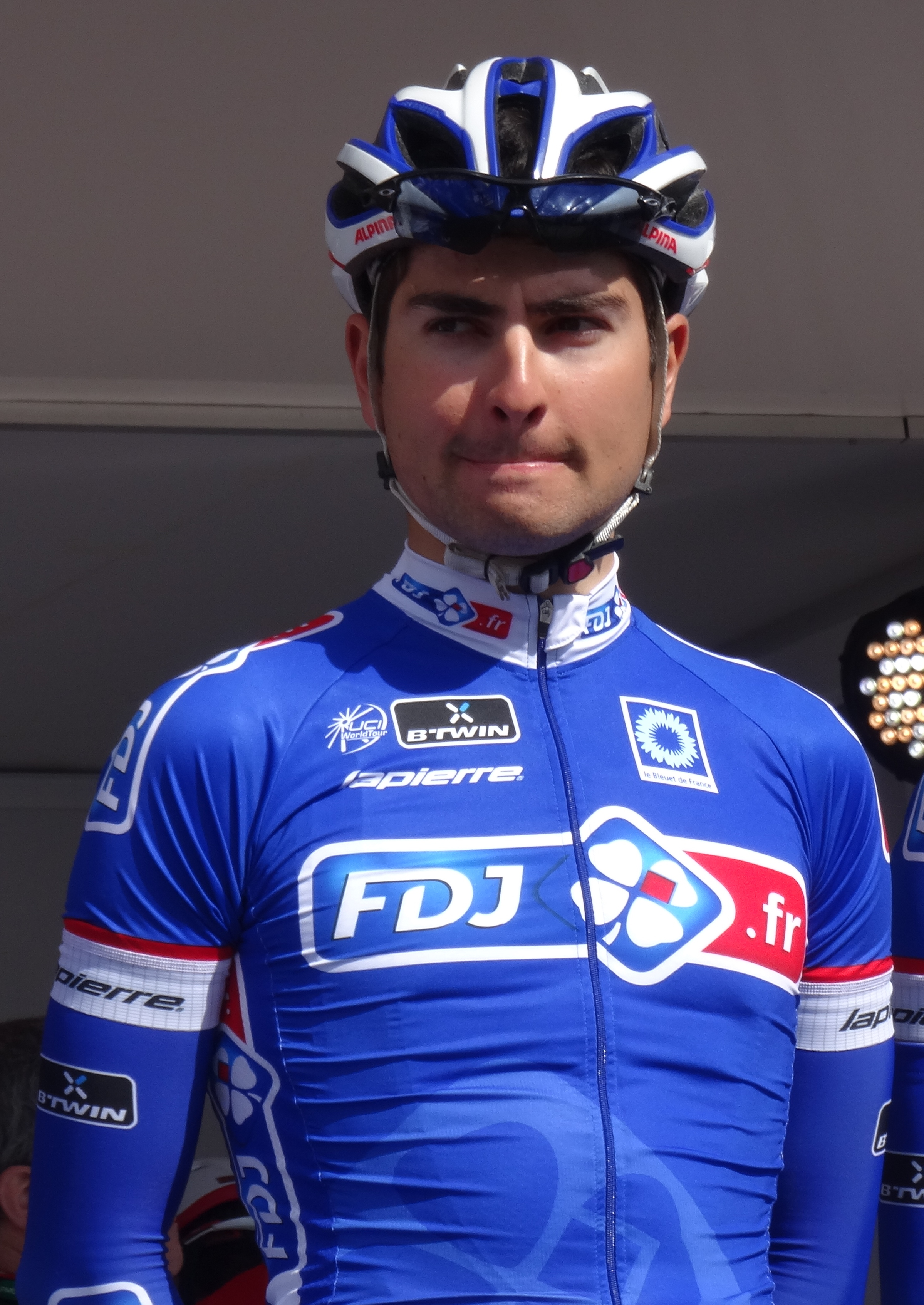
Pierre-Henri Lecuisinier.
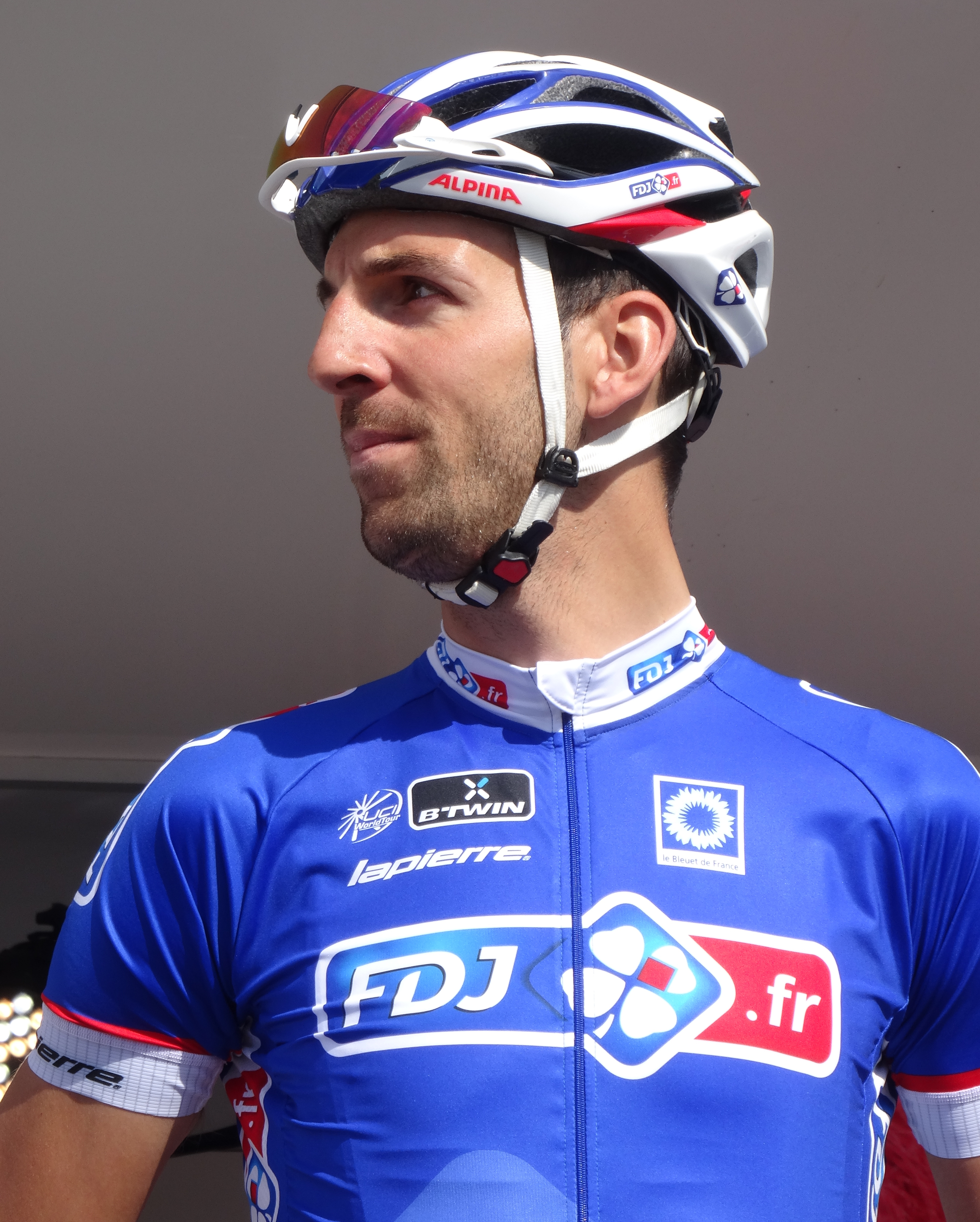
Laurent Mangel.
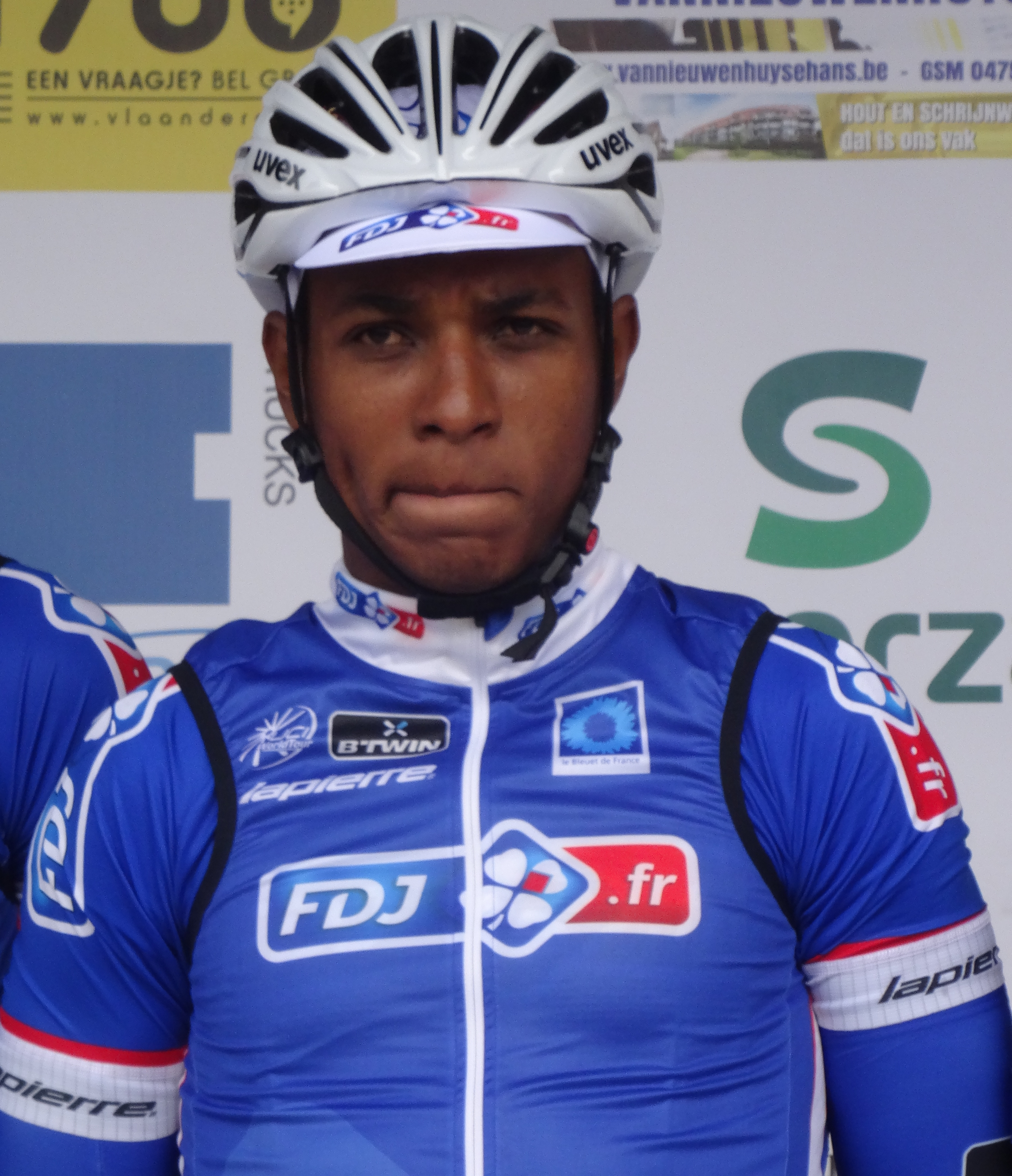
Lorrenzo Manzin.
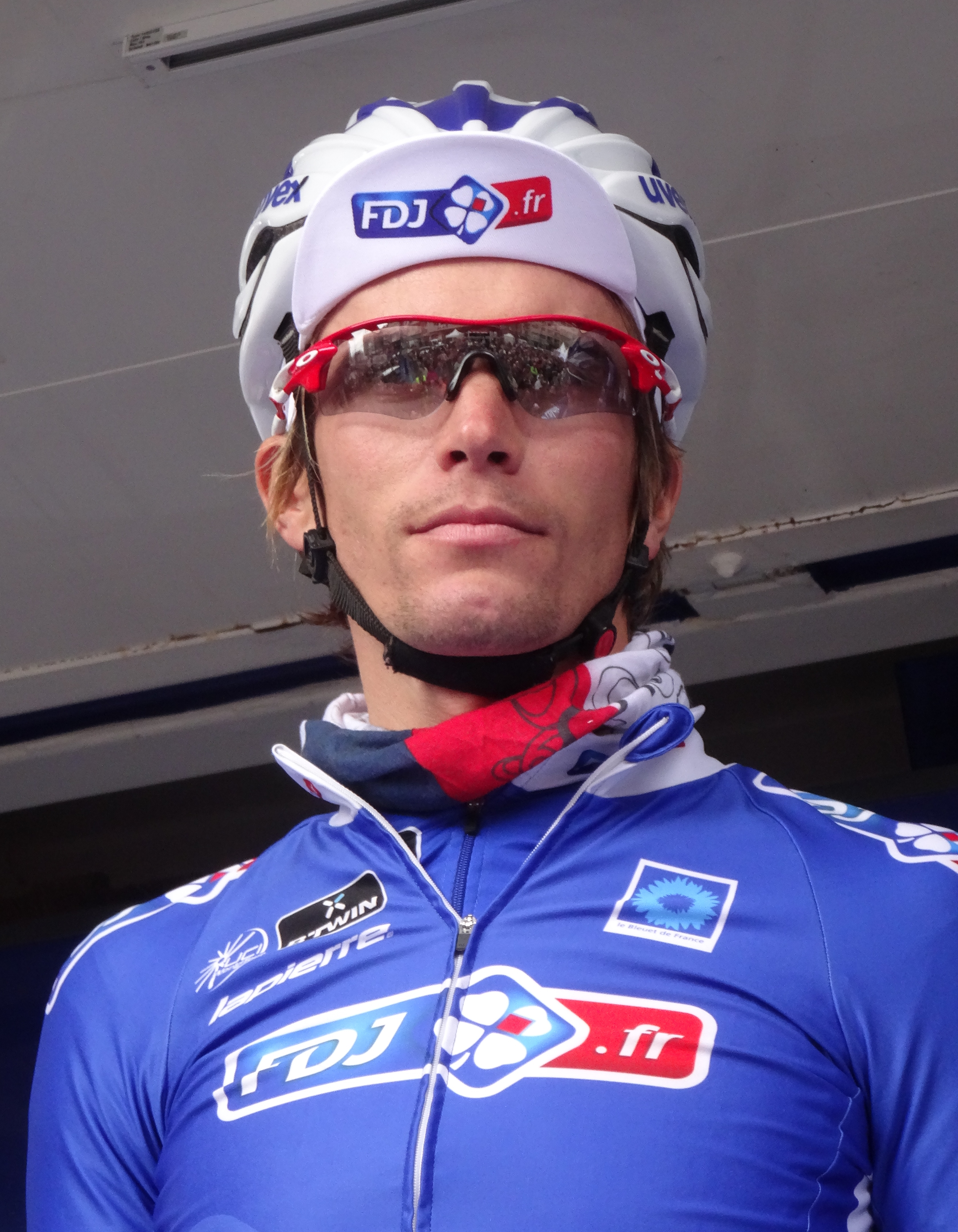
Yoann Offredo.
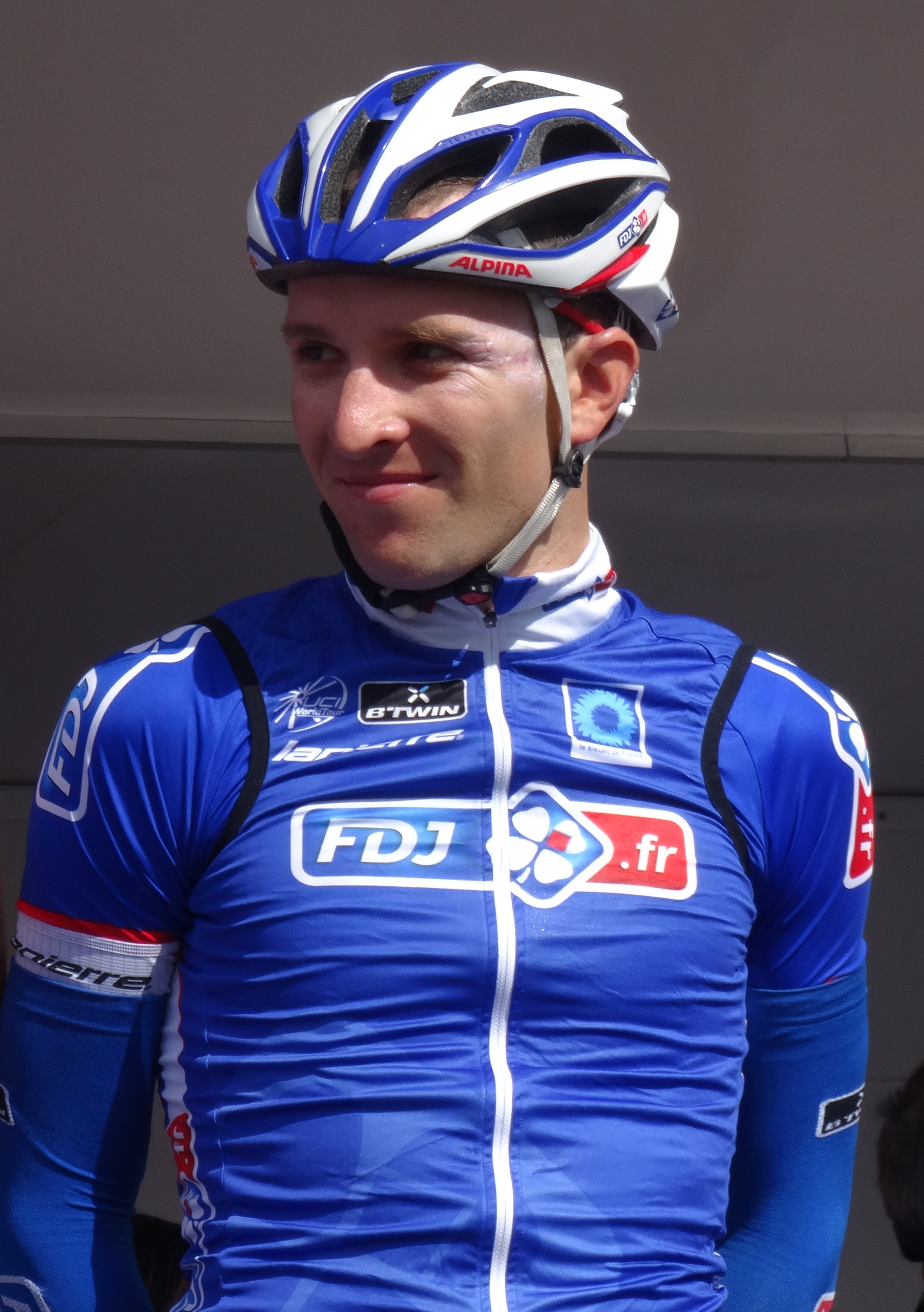
Laurent Pichon.
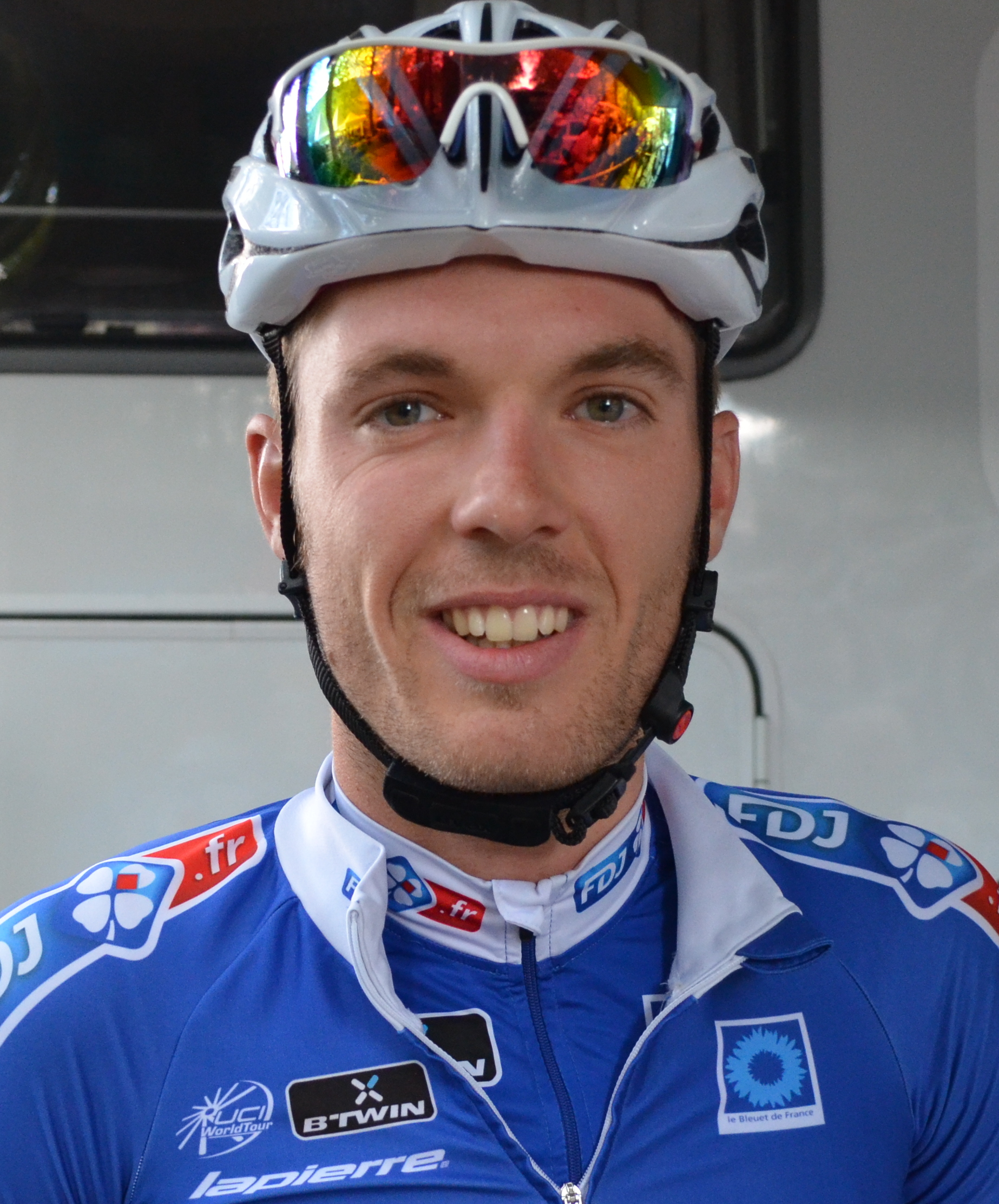
Cédric Pineau.
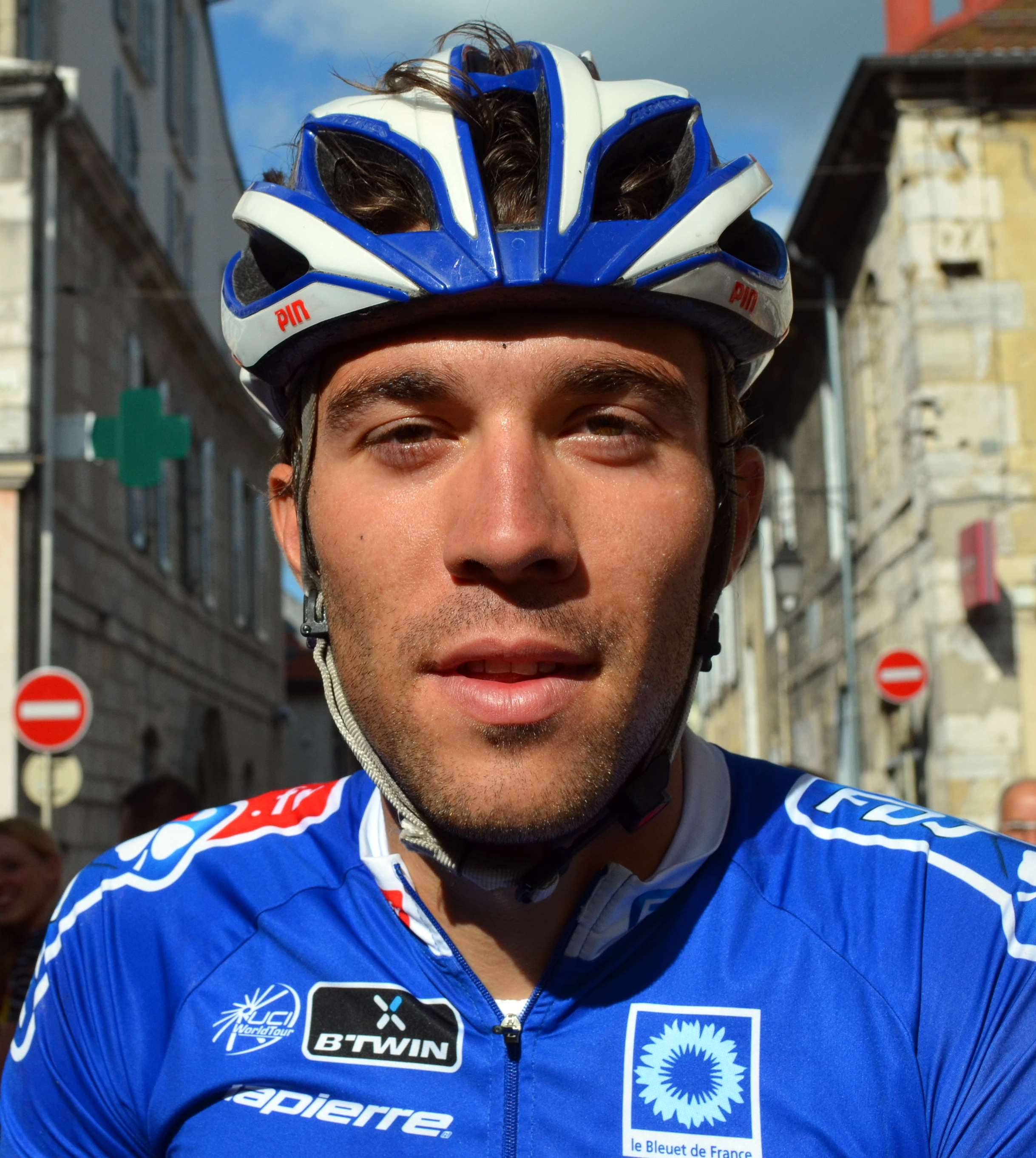
Thibaut Pinot.
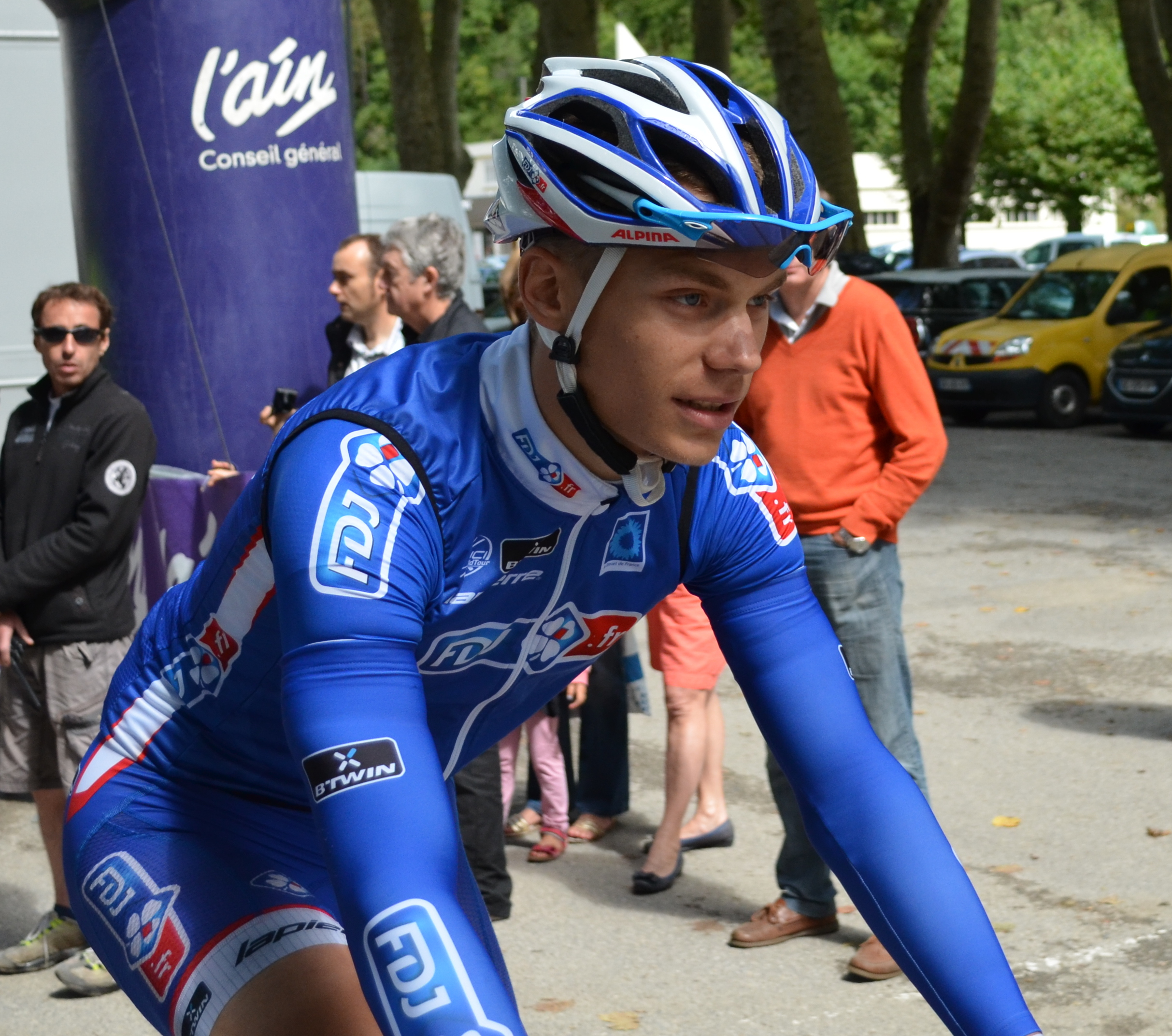
Marc Sarreau.
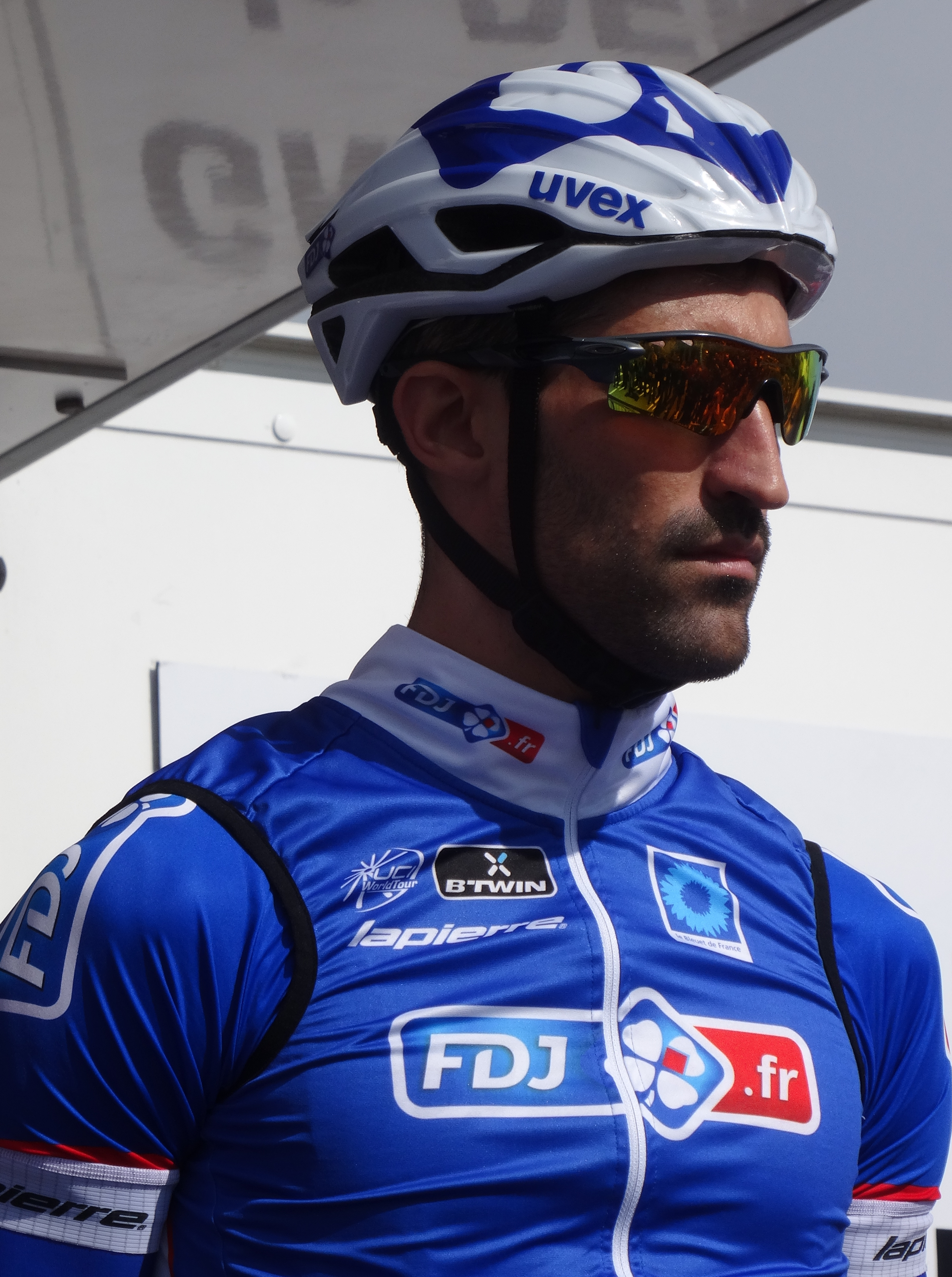
Geoffrey Soupe.
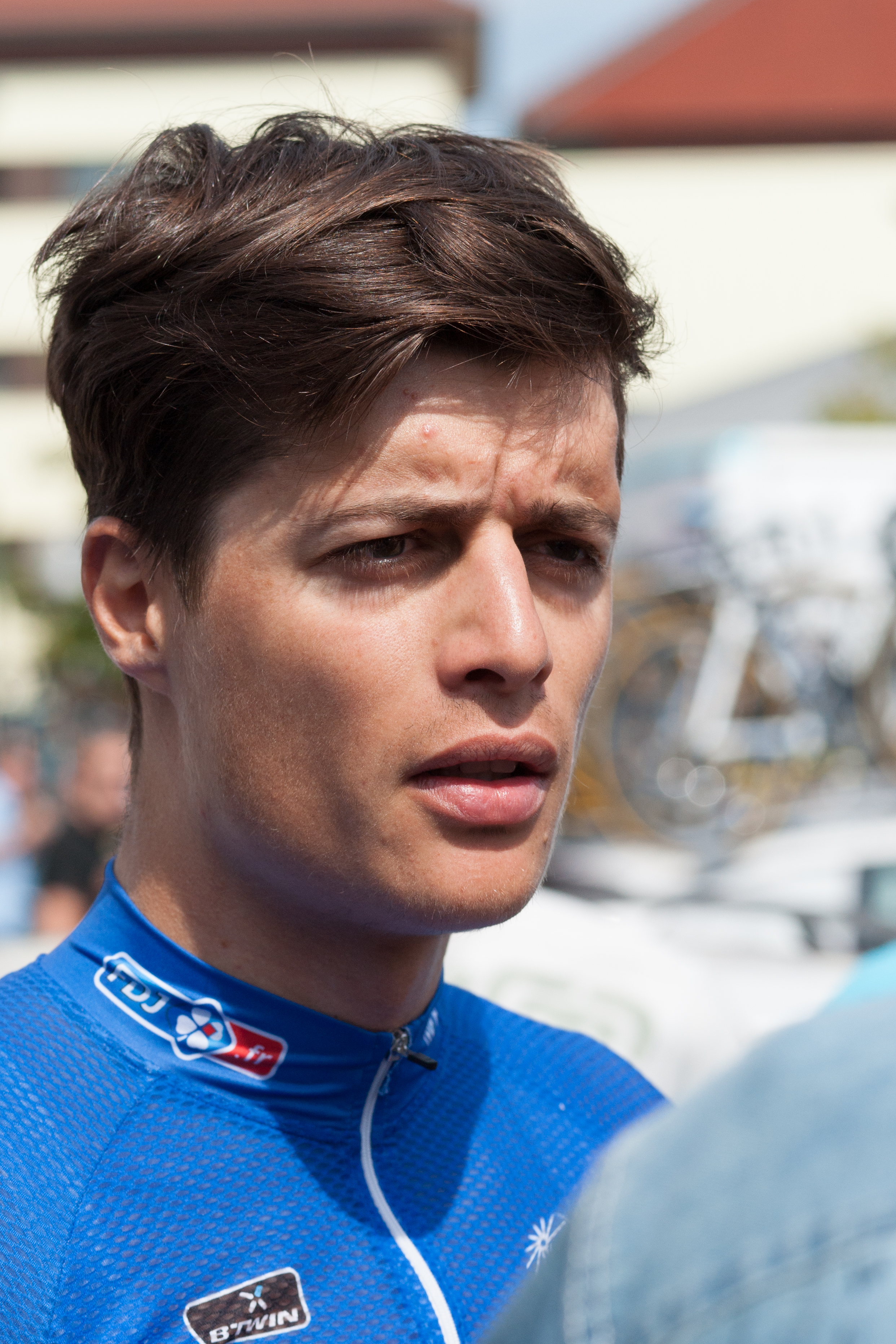
Arthur Vichot.

### Encadrement

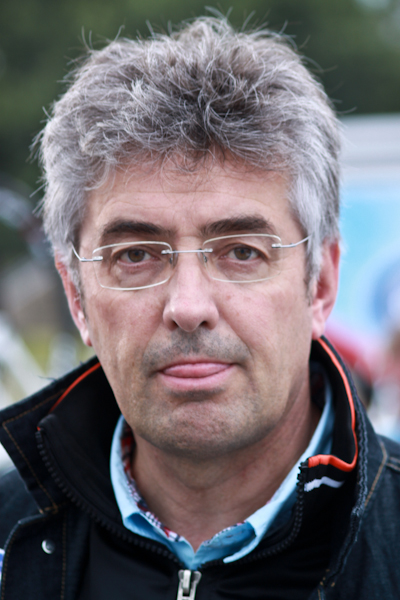
Marc Madiot, ici en 2011, est à la tête de l'équipe FDJ.fr.

FDJ.fr est dirigée par Marc Madiot, à la tête de l'équipe depuis sa création. Cinq directeurs sportifs encadrent les coureurs : Marc Madiot, Yvon Madiot, Thierry Bricaud, Martial Gayant et Franck Pineau,. Marc Madiot mène l'équipe depuis le lancement du projet de création de l'équipe en 1996 et est manager sportif en plus du poste de directeur sportif. Yvon Madiot, frère de Marc, est membre de l'encadrement technique depuis les débuts de l'équipe. Il est particulièrement chargé de la formation et de la recherche de jeunes coureurs par l'intermédiaire de la fondation FDJ,. Franck Pineau intègre l'équipe dirigée par Marc Madiot en août 2000. Il a comme particularité d'avoir parmi les coureurs de l'équipe son fils Cédric,. Martial Gayant a été directeur sportif de l'équipe Saint-Quentin-Oktos en 1999 et 2000 avant de rejoindre la formation La Française des Jeux en 2001. Thierry Bricaud a été directeur sportif à la fin des années 1990 dans la formation Vendée U de Jean-René Bernaudeau puis a occupé la même fonction dans l'équipe Bonjour lors de sa fondation en 2000 par Bernaudeau. Bricaud a travaillé dans cette équipe jusqu'en 2004. Après avoir collaboré avec l'équipe de Marc Madiot sur le Critérium du Dauphiné libéré 2005, Bricaud intègre à plein temps l'encadrement de La Française des Jeux en 2006. Frédéric Guesdon, coureur de l'équipe de 1997 à 2012, intervient également ponctuellement comme directeur sportif de l'équipe à partir de Tirreno-Adriatico.
Sur le plan médical, l'encadrement comprend plusieurs médecins. Olivier Laroche est spécialisé en nutrition. Gérard Guillaume est membre de l'encadrement depuis 1999. Salarié directement du sponsor, et non de l'équipe, son recrutement a été fait dans l'optique d'éviter les pratiques dopantes. Depuis, il est classé comme un médecin luttant contre le dopage dans le cyclisme,. Yann Mossler complète cet encadrement. En plus de ces médecins, Denis Troch, ancien entraîneur d'équipe de football reconverti entraîneur mental d'abord en entreprise puis dans le milieu cycliste, prend en charge la préparation mentale de l'équipe depuis 2010,.
Les entraîneurs de l'équipe sont Frédéric Grappe, Jacques Decrion et Julien Pinot. Julien Pinot, frère de Thibaut, poursuit parallèlement à son travail un doctorat en sciences du sport. Il intervient également ponctuellement comme directeur sportif. En dehors de FDJ.fr, Pinot entraîne d'autres coureurs comme Warren Barguil (Argos-Shimano). Jacques Decrion, coureur cycliste professionnel à la fin des années 1980, est chargé de l'entraînement d'une douzaine de coureurs de l'équipe. Il est également ponctuellement directeur sportif. Frédéric Grappe, titulaire d'un doctorat en biomécanique et physiologie de l'entraînement sportif, est entraîneur dans l'équipe de Marc Madiot depuis 2000. Dans l'équipe, il est conseiller technique pour les coureurs et s'occupe de dresser un profil de puissance personnalisé à chaque sportif. Il supervise également le travail de Julien Pinot et de Jacques Decrion et s'implique dans la détection de jeunes coureurs et le développement du matériel. Parallèlement à son travail dans l'équipe, il est enseignant-chercheur à l'université de Besançon et il forme Julien Pinot,.

## Bilan de la saison

### Victoires

#### Sur route
| Date       | Course                                           | Pays     | Classe | Vainqueur       |
| ---------- | ------------------------------------------------ | -------- | ------ | --------------- |
| 06/02/2014 | 2e étape de l'Étoile de Bessèges                 | France   | 2.1    | Nacer Bouhanni  |
| 14/02/2014 | 6e étape du Tour du Qatar                        | Qatar    | 2.HC   | Arnaud Démare   |
| 09/03/2014 | 1re étape de Paris-Nice                          | France   | WT     | Nacer Bouhanni  |
| 16/03/2014 | 8e étape de Paris-Nice                           | France   | WT     | Arthur Vichot   |
| 29/03/2014 | 1re étape du Critérium international             | France   | 2.HC   | Nacer Bouhanni  |
| 08/04/2014 | 1re étape du Circuit de la Sarthe                | France   | 2.1    | Nacer Bouhanni  |
| 17/04/2014 | Grand Prix de Denain                             | France   | 1.1    | Nacer Bouhanni  |
| 07/05/2014 | 1re étape des Quatre Jours de Dunkerque          | France   | 2.HC   | Arnaud Démare   |
| 08/05/2014 | 2e étape des Quatre Jours de Dunkerque           | France   | 2.HC   | Arnaud Démare   |
| 11/05/2014 | Classement général des Quatre Jours de Dunkerque | France   | 2.HC   | Arnaud Démare   |
| 13/05/2014 | 4e étape du Tour d'Italie                        | Italie   | WT     | Nacer Bouhanni  |
| 16/05/2014 | 7e étape du Tour d'Italie                        | Italie   | WT     | Nacer Bouhanni  |
| 17/05/2014 | 2e étape du Tour de Picardie                     | France   | 2.1    | Arnaud Démare   |
| 18/05/2014 | 3e étape du Tour de Picardie                     | France   | 2.1    | Arnaud Démare   |
| 18/05/2014 | Classement général du Tour de Picardie           | France   | 2.1    | Arnaud Démare   |
| 20/05/2014 | 10e étape du Tour d'Italie                       | Italie   | WT     | Nacer Bouhanni  |
| 25/06/2014 | Halle-Ingooigem                                  | Belgique | 1.1    | Arnaud Démare   |
| 29/06/2014 | Championnat de Finlande sur route                | Finlande | CN     | Jussi Veikkanen |
| 29/06/2014 | Championnat de France sur route                  | France   | CN     | Arnaud Démare   |
| 14/08/2014 | 4e étape de l'Eneco Tour                         | Belgique | WT     | Nacer Bouhanni  |
| 24/08/2014 | 2e étape du Tour d'Espagne                       | Espagne  | WT     | Nacer Bouhanni  |
| 30/08/2014 | 8e étape du Tour d'Espagne                       | Espagne  | WT     | Nacer Bouhanni  |
| 19/09/2014 | Championnat des Flandres                         | Belgique | 1.1    | Arnaud Démare   |
| 21/09/2014 | Grand Prix d'Isbergues                           | France   | 1.1    | Arnaud Démare   |
| 02/10/2014 | 1re étape de l'Eurométropole Tour                | Belgique | 2.1    | Arnaud Démare   |
| 03/10/2014 | 2e étape de l'Eurométropole Tour                 | Belgique | 2.1    | Arnaud Démare   |
| 05/10/2014 | 4e étape de l'Eurométropole Tour                 | Belgique | 2.1    | Arnaud Démare   |
| 05/10/2014 | Classement général de l'Eurométropole Tour       | Belgique | 2.1    | Arnaud Démare   |

Podium de l'équipe FDJ.fr au cours de la saison 2014
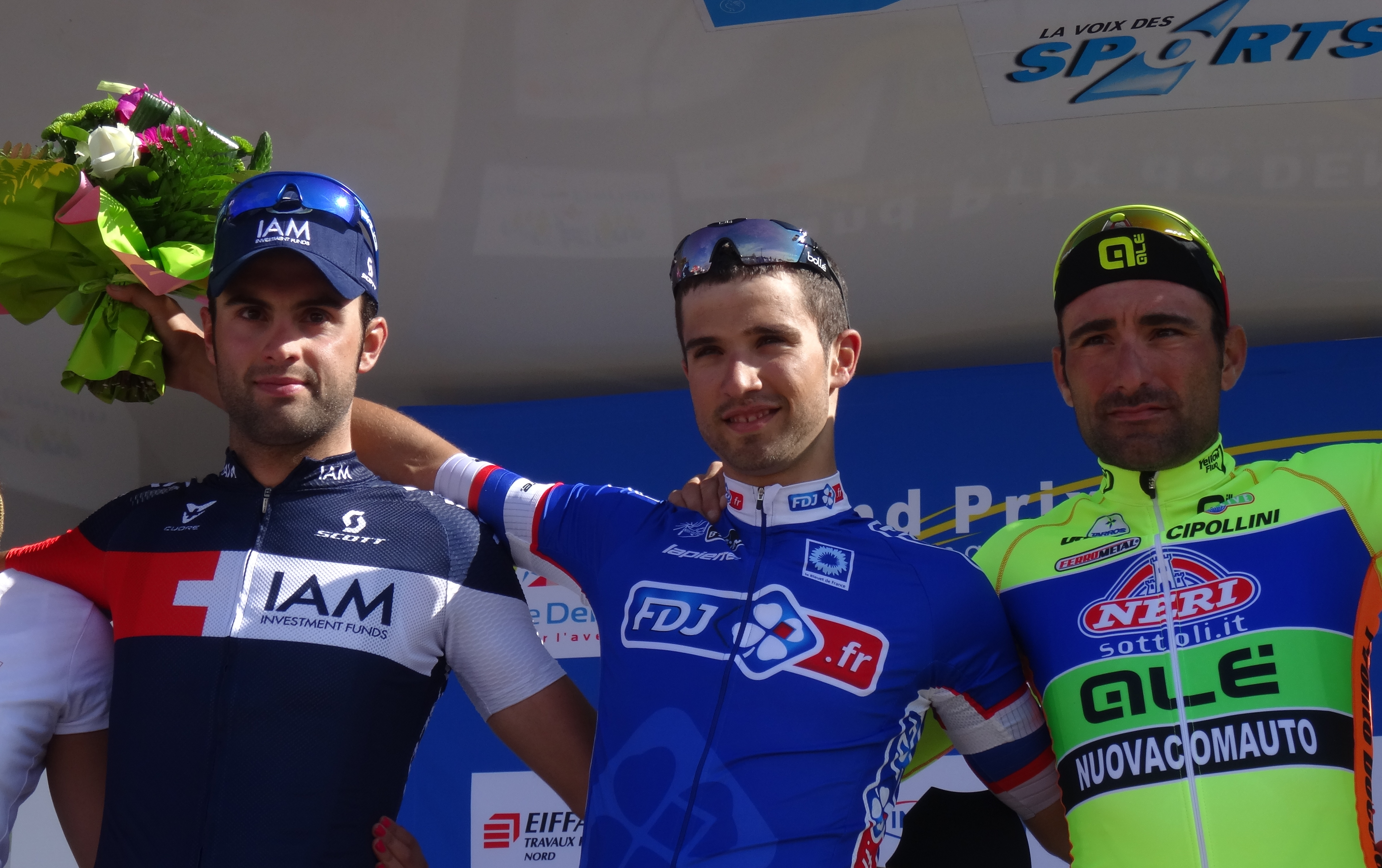
Podium de l'édition 2014 du Grand Prix de Denain : Matteo Pelucchi (2e), Nacer Bouhanni (1er) et Francesco Chicchi (3e).
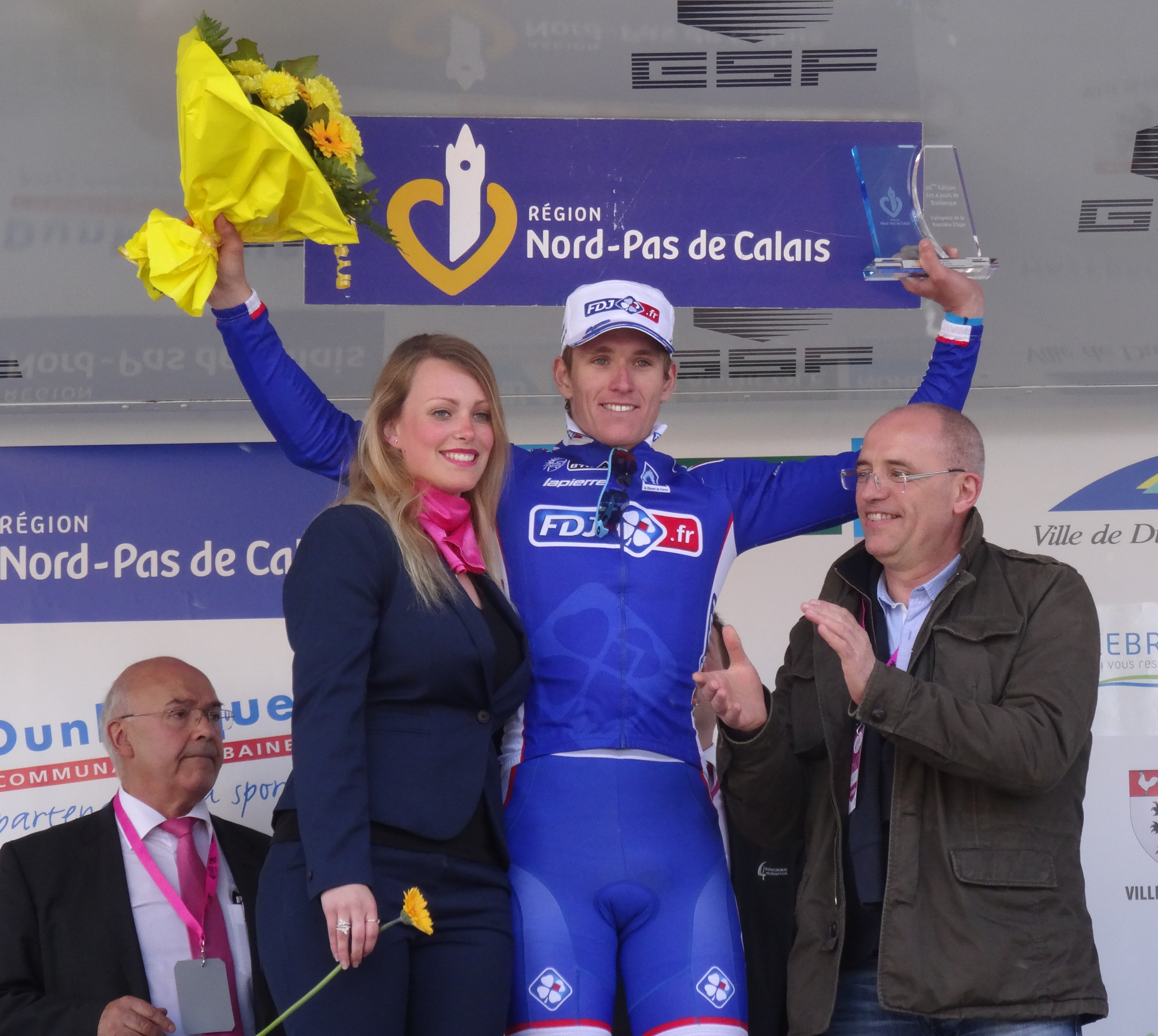
Arnaud Démare vainqueur de la 1re étape des Quatre Jours de Dunkerque.
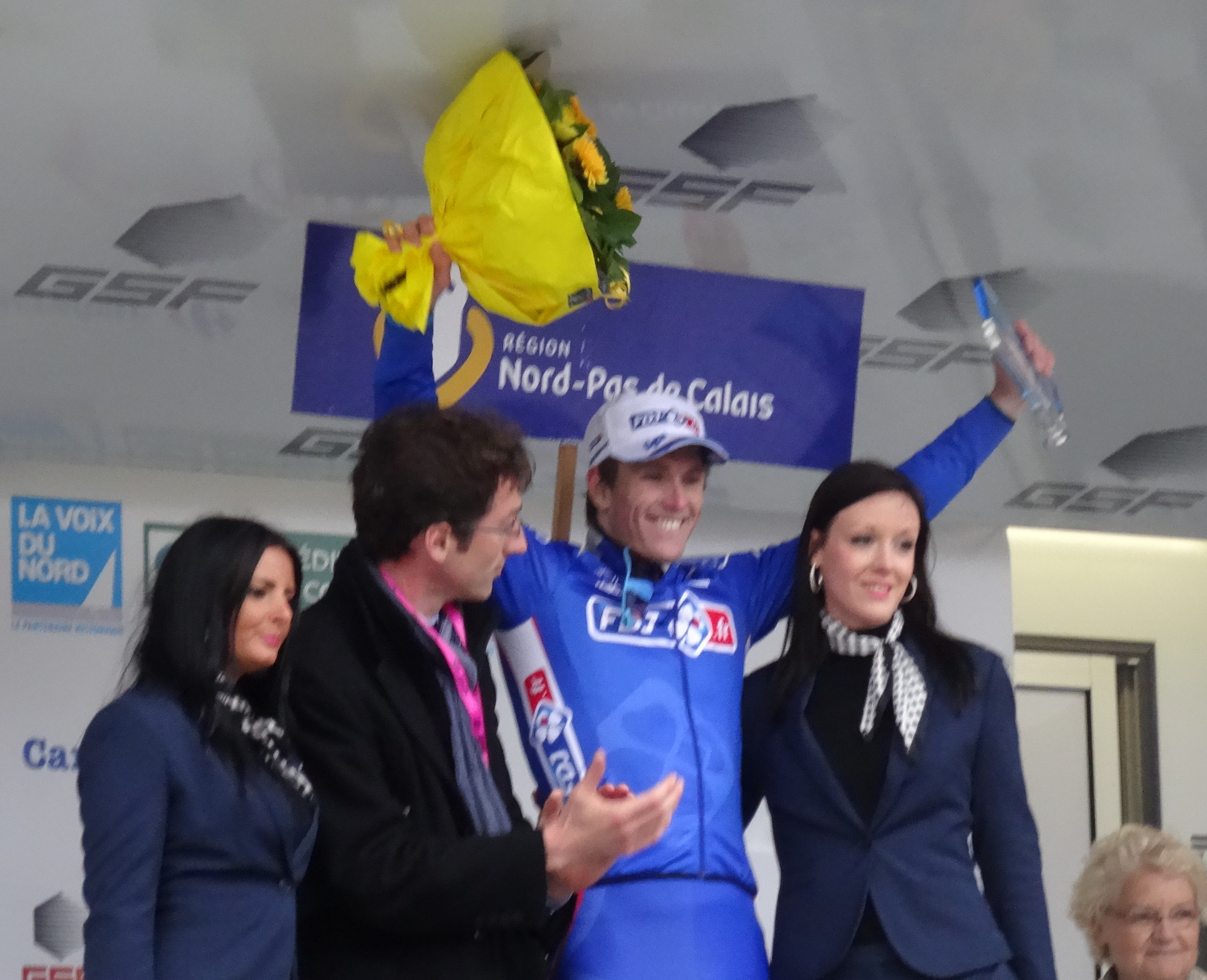
Arnaud Démare vainqueur de la 2e étape des Quatre Jours de Dunkerque.
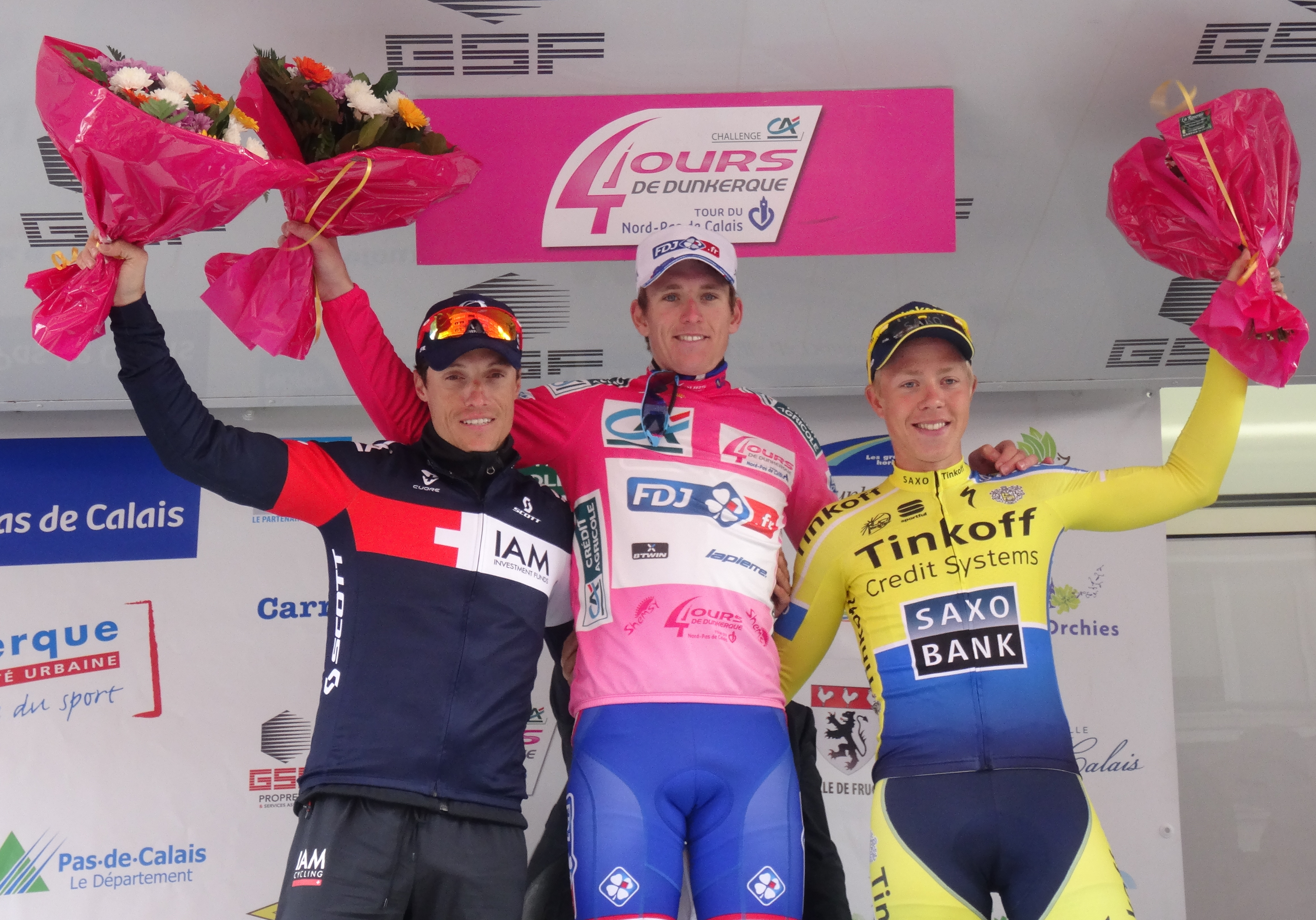
Podium de l'édition 2014 des Quatre Jours de Dunkerque : Sylvain Chavanel (2e), Arnaud Démare (1er), et Michael Valgren (3e).
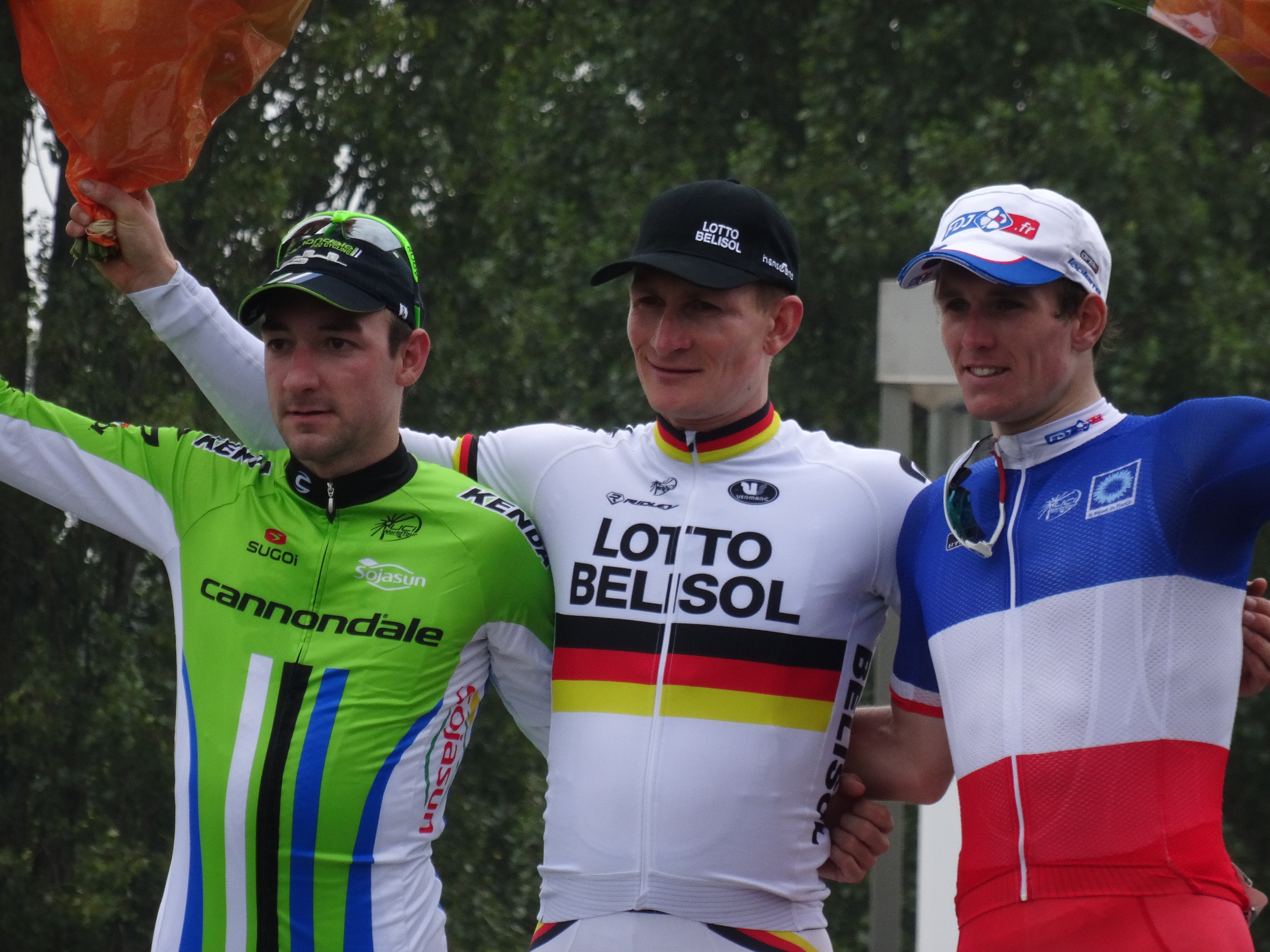
Podium de l'édition 2014 de la Brussels Cycling Classic : Elia Viviani (2e), André Greipel (1er) et Arnaud Démare (3e).
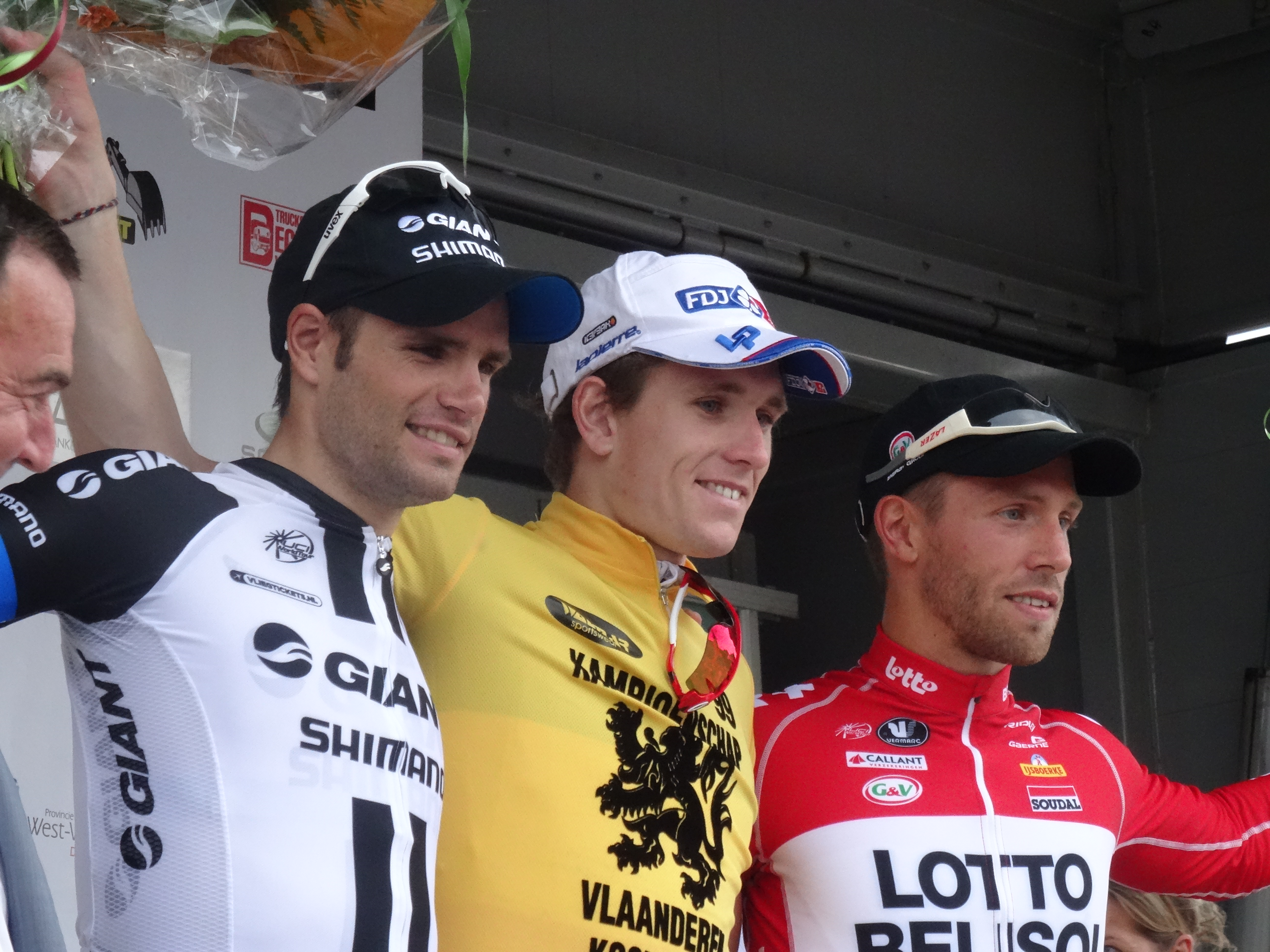
Podium de l'édition 2014 du Championnat des Flandres : Luka Mezgec (2e), Arnaud Démare (1er) et Jonas Van Genechten (3e).
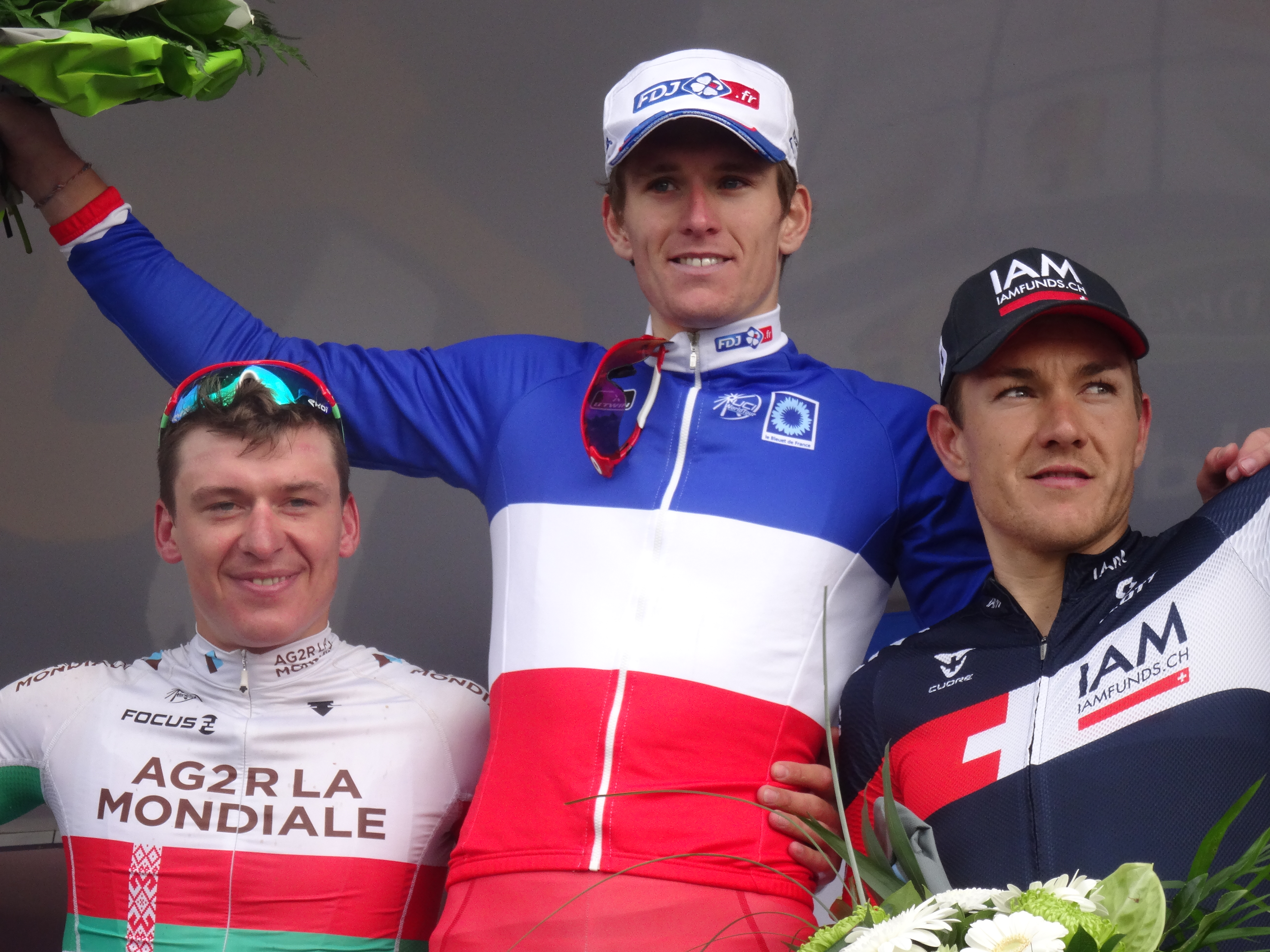
Podium de l'édition 2014 du Grand Prix d'Isbergues : Yauheni Hutarovich (2e), Arnaud Démare (1er) et Heinrich Haussler (3e).
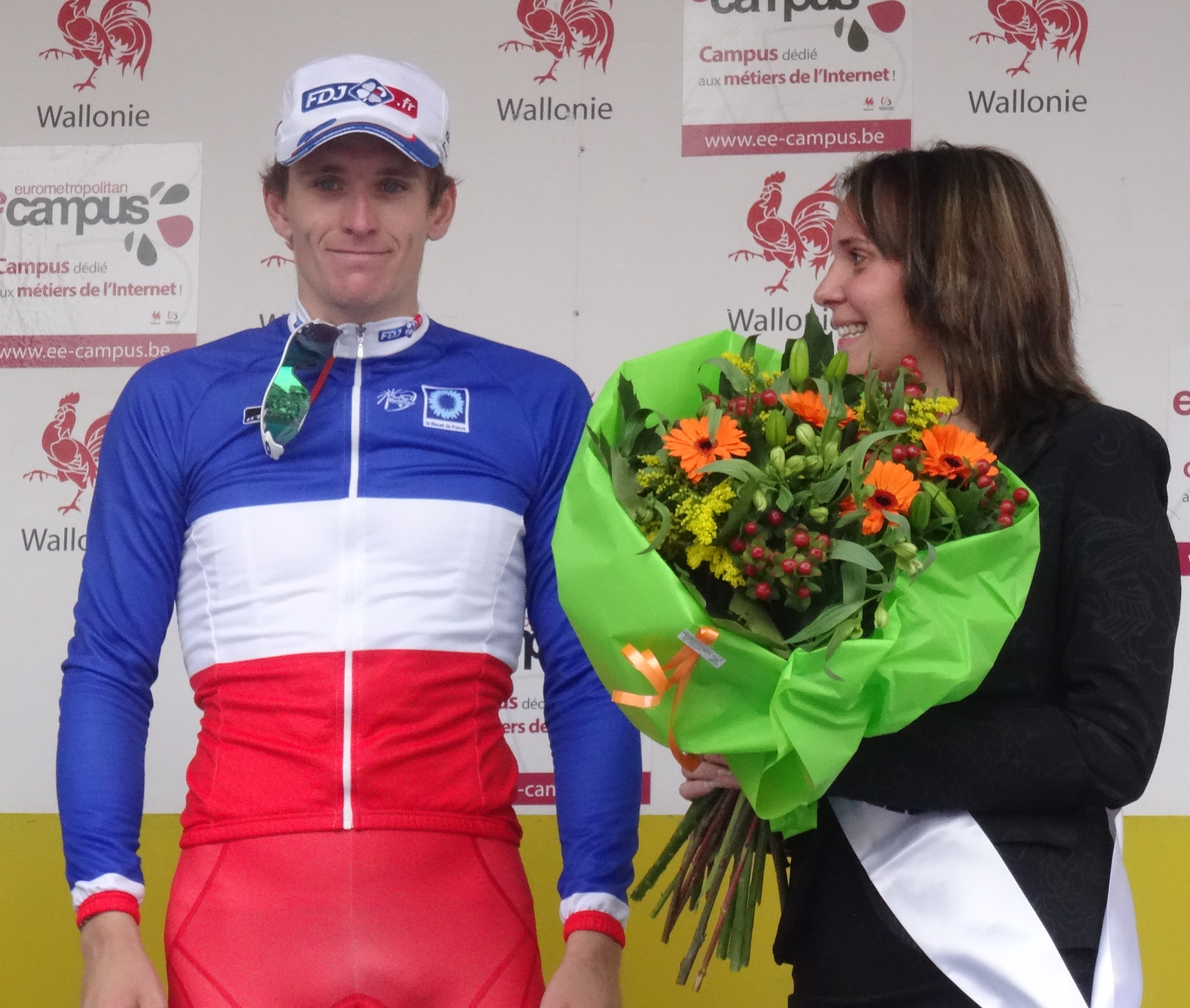
Arnaud Démare vainqueur de la 1re étape de l'Eurométropole Tour.
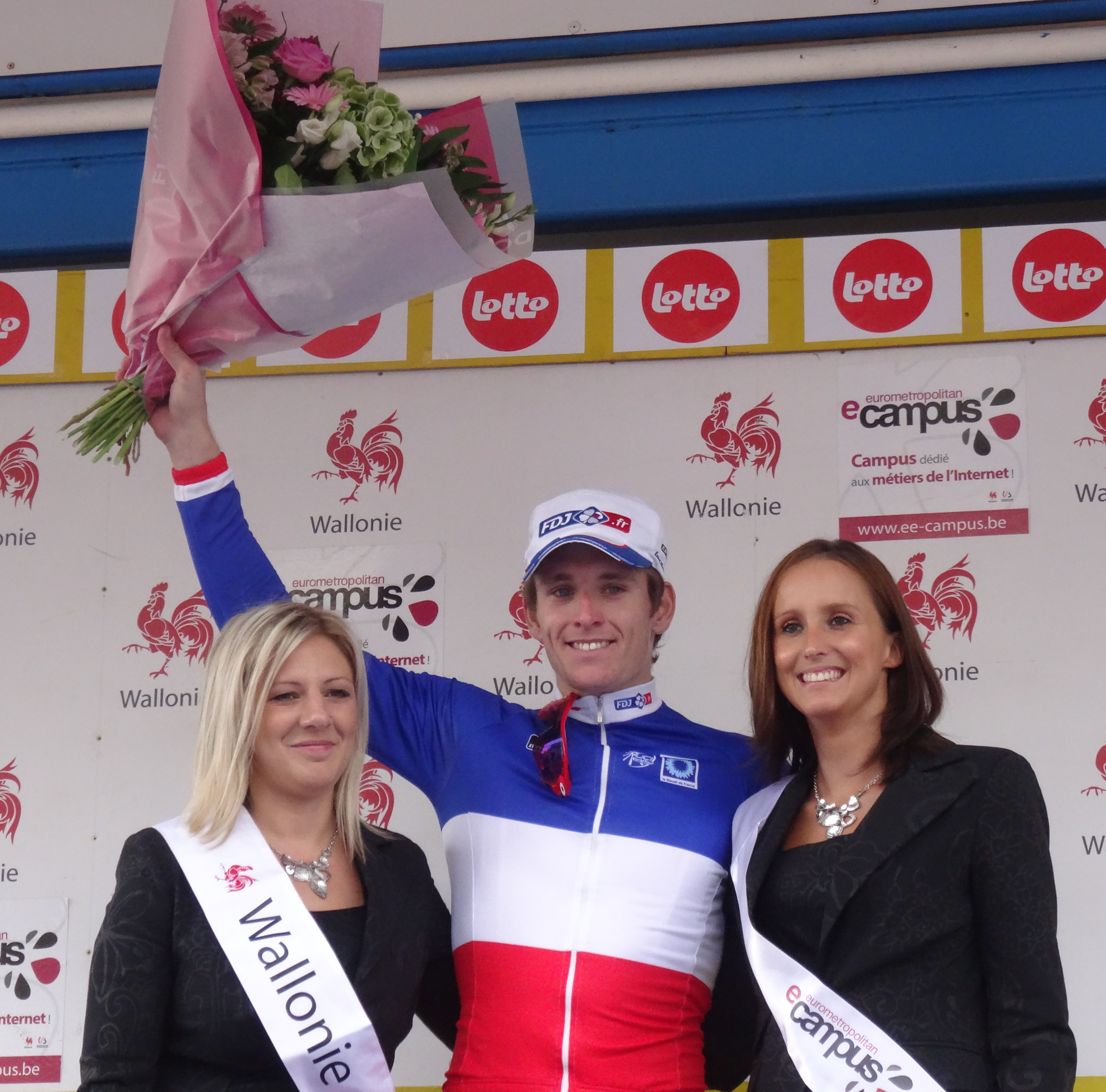
Arnaud Démare vainqueur de la 2e étape de l'Eurométropole Tour.
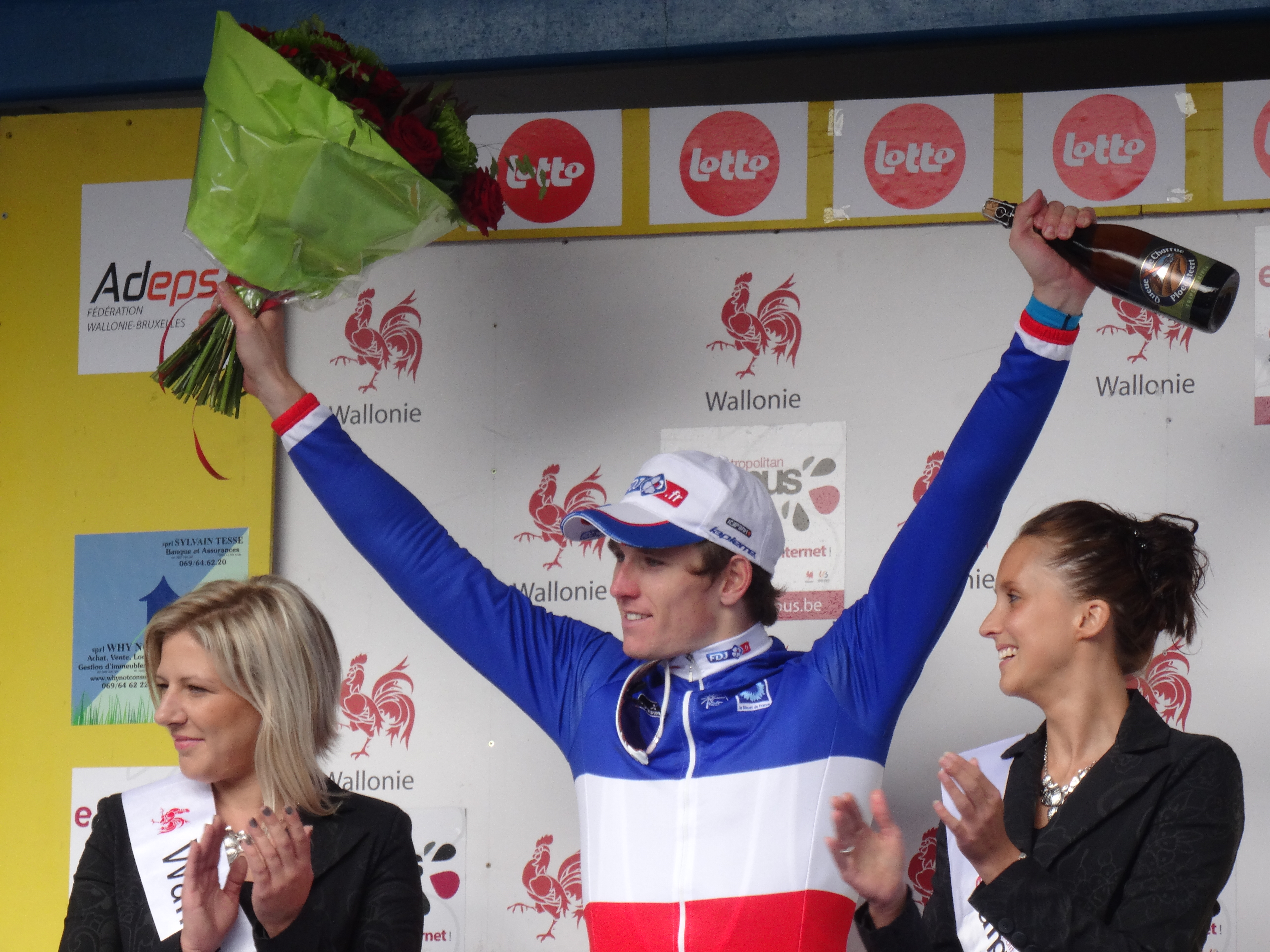
Arnaud Démare vainqueur de la 4e étape de l'Eurométropole Tour.
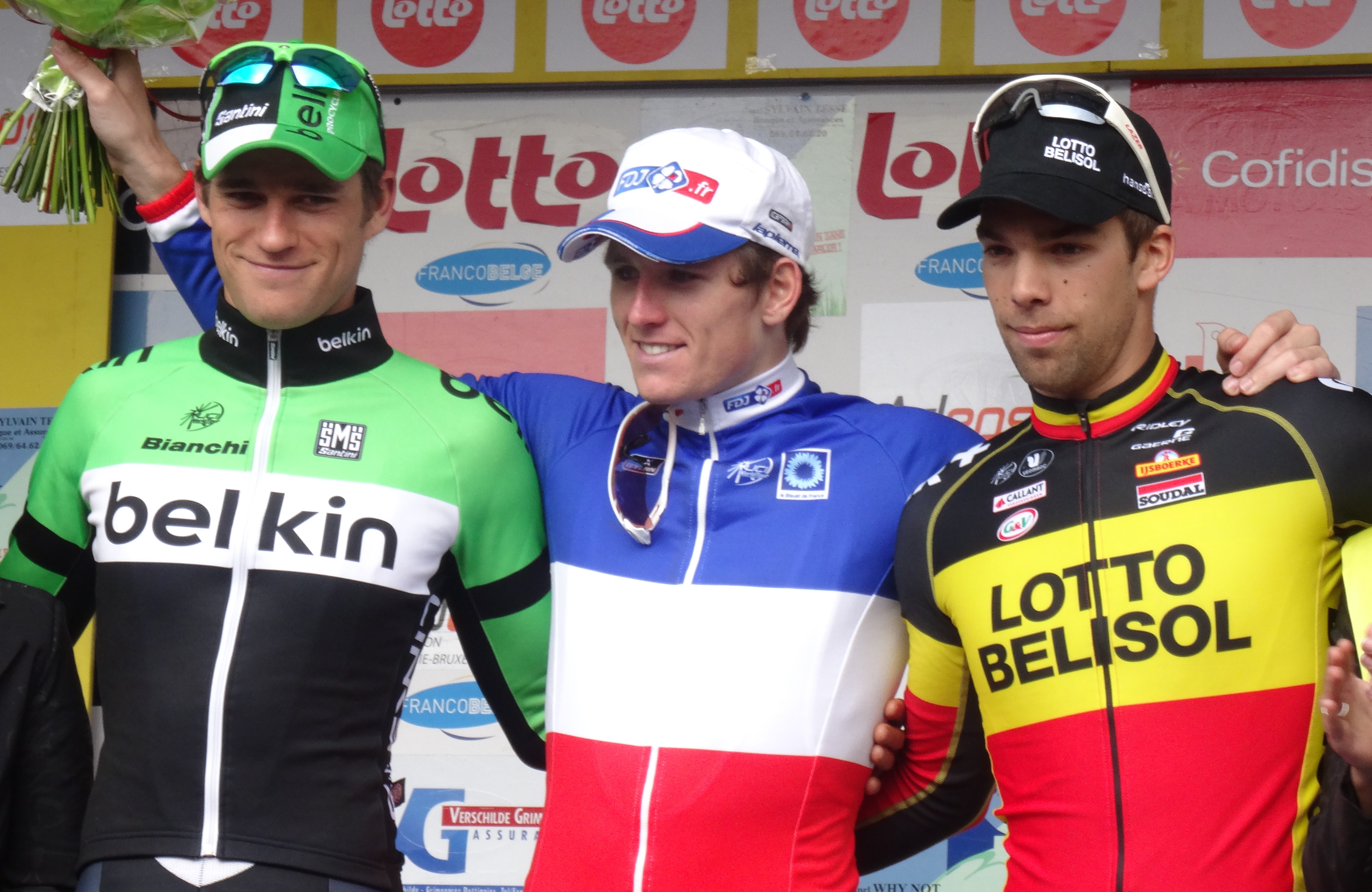
Podium de l'édition 2014 de l'Eurométropole Tour : Theo Bos (3e), Arnaud Démare (1er) et Jens Debusschere (2e).

#### En cyclo-cross
| Date       | Course                                             | Pays   | Classe | Vainqueur      |
| ---------- | -------------------------------------------------- | ------ | ------ | -------------- |
| 12/01/2014 | Championnat de France de cyclo-cross               | France | CN     | Francis Mourey |
| 19/01/2014 | Cyclo-cross International du Mingant, Lanarvily    | France | C2     | Francis Mourey |
| 14/09/2014 | EKZ Tour #1, Baden                                 | Suisse | C1     | Francis Mourey |
| 05/10/2014 | EKZ Tour #2, Dielsdorf                             | Suisse | C1     | Francis Mourey |
| 12/10/2014 | Coupe de France de cyclo-cross 2014 #1, Besançon   | France | C2     | Francis Mourey |
| 26/10/2014 | 53. Internationales Radquer Steinmaur, Steinmaur   | Suisse | C2     | Francis Mourey |
| 08/11/2014 | Val d'Ille Intermarché Cyclo-cross, La Mézière     | France | C2     | Francis Mourey |
| 11/11/2014 | Cyclocross de Quelneuc                             | France | C2     | Francis Mourey |
| 14/12/2014 | Coupe de France de cyclo-cross 2014 #3, Lanarvily  | France | C2     | Francis Mourey |
| 26/12/2014 | Internationales Radquer Dagmersellen, Dagmersellen | Suisse | C2     | Francis Mourey |

### Résultats sur les courses majeures
Les tableaux suivants représentent les résultats de l'équipe dans les principales courses du calendrier international (les cinq classiques majeures et les trois grands tours). Pour chaque épreuve est indiqué le meilleur coureur de l'équipe, son classement ainsi que les accessits glanés par FDJ.fr sur les courses de trois semaines.

#### Classiques
| Classique            | Milan-San Remo      | Tour des Flandres   | Paris-Roubaix       | Liège-Bastogne-Liège | Tour de Lombardie   |
| -------------------- | ------------------- | ------------------- | ------------------- | -------------------- | ------------------- |
| Coureur (classement) | Yoann Offredo (16e) | Yoann Offredo (21e) | Arnaud Démare (12e) | Anthony Roux (18e)   | Thibaut Pinot (14e) |

#### Grands tours
| Grand tour           | Tour d'Italie                                                                      | Tour de France                               | Tour d'Espagne                        |
| -------------------- | ---------------------------------------------------------------------------------- | -------------------------------------------- | ------------------------------------- |
| Coureur (classement) | Alexandre Geniez (13e)                                                             | Thibaut Pinot (3e)                           | Cédric Pineau (77e)                   |
| Accessits            | 3 victoires d'étapes, classement par points et classement Azzurri (Nacer Bouhanni) | Classement du meilleur jeune (Thibaut Pinot) | 2 victoires d'étapes (Nacer Bouhanni) |

### Classement UCI
L'équipe FDJ.fr termine à la seizième place du World Tour avec 505 points. Ce total est obtenu par l'addition des points des cinq meilleurs coureurs de l'équipe au classement individuel que sont Thibaut Pinot, 32e avec 162 points, Arthur Vichot, 40e avec 128 points, Nacer Bouhanni, 45e avec 116 points, Arnaud Démare, 67e avec 77 points, et Alexandre Geniez, 107e avec 22 points,. Le championnat du monde du contre-la-montre par équipes terminé à la 11e place ne rapporte aucun point à l'équipe.
| Rang | Coureur          | Points |
| ---- | ---------------- | ------ |
| 32   | Thibaut Pinot    | 162    |
| 40   | Arthur Vichot    | 128    |
| 45   | Nacer Bouhanni   | 116    |
| 67   | Arnaud Démare    | 77     |
| 107  | Alexandre Geniez | 22     |
| 221  | Anthony Roux     | 1      |